# Arena di Verona
L'Arena di Verona è un anfiteatro romano situato nel centro storico di Verona, icona della città veneta insieme alle figure di Romeo e Giulietta. Si tratta di uno dei grandi fabbricati che hanno caratterizzato l'architettura romana ed uno degli anfiteatri antichi giunto a noi con il miglior grado di conservazione, grazie ai sistematici restauri eseguiti fin dal Cinquecento; proprio per questo motivo, nonostante le numerose trasformazioni subite, esso consente al visitatore di poter facilmente comprendere la struttura di questo genere di edifici, rigorosamente soggetti alla funzione cui erano destinati ma dotati comunque di una essenziale bellezza.
Durante i mesi estivi ospita il celebre festival lirico areniano, le cui stagioni si svolgono ininterrottamente dal 1913, mentre il resto dell'anno è meta di molti cantanti e musicisti internazionali.

## Storia

### Controversie sulla data di costruzione
La mancanza di fonti scritte circa l'inaugurazione dell'anfiteatro rende molto difficile fornire una cronologia sicura, tanto che in passato sono state proposte datazioni che vanno dal I al III secolo, anche se ormai è stato dimostrato che non può essere stato costruito dopo il I secolo. In particolare lo storico Pirro Marconi proponeva una datazione compresa tra il secondo ed il terzo decennio del I secolo, cioè tra la fine del periodo augusteo e l'inizio di quello tiberiano, mentre più recentemente Luigi Beschi propendeva per la metà dello stesso secolo.
Per riuscire a giungere a fornire una datazione più precisa dell'Arena la si è confrontata con l'anfiteatro di Pola, visto che quest'ultimo è il più simile a quello veronese sia per l'aspetto stilistico che per quello tecnico, ed inoltre appartiene alla stessa area geografica e culturale: le somiglianze sono tali da far pensare addirittura che i due siano opera dello stesso architetto e delle stesse maestranze. Per l'anfiteatro di Pola in genere la costruzione viene datata nel periodo augusteo, per cui è probabile che l'Arena sia stata realizzata all'incirca negli stessi anni.

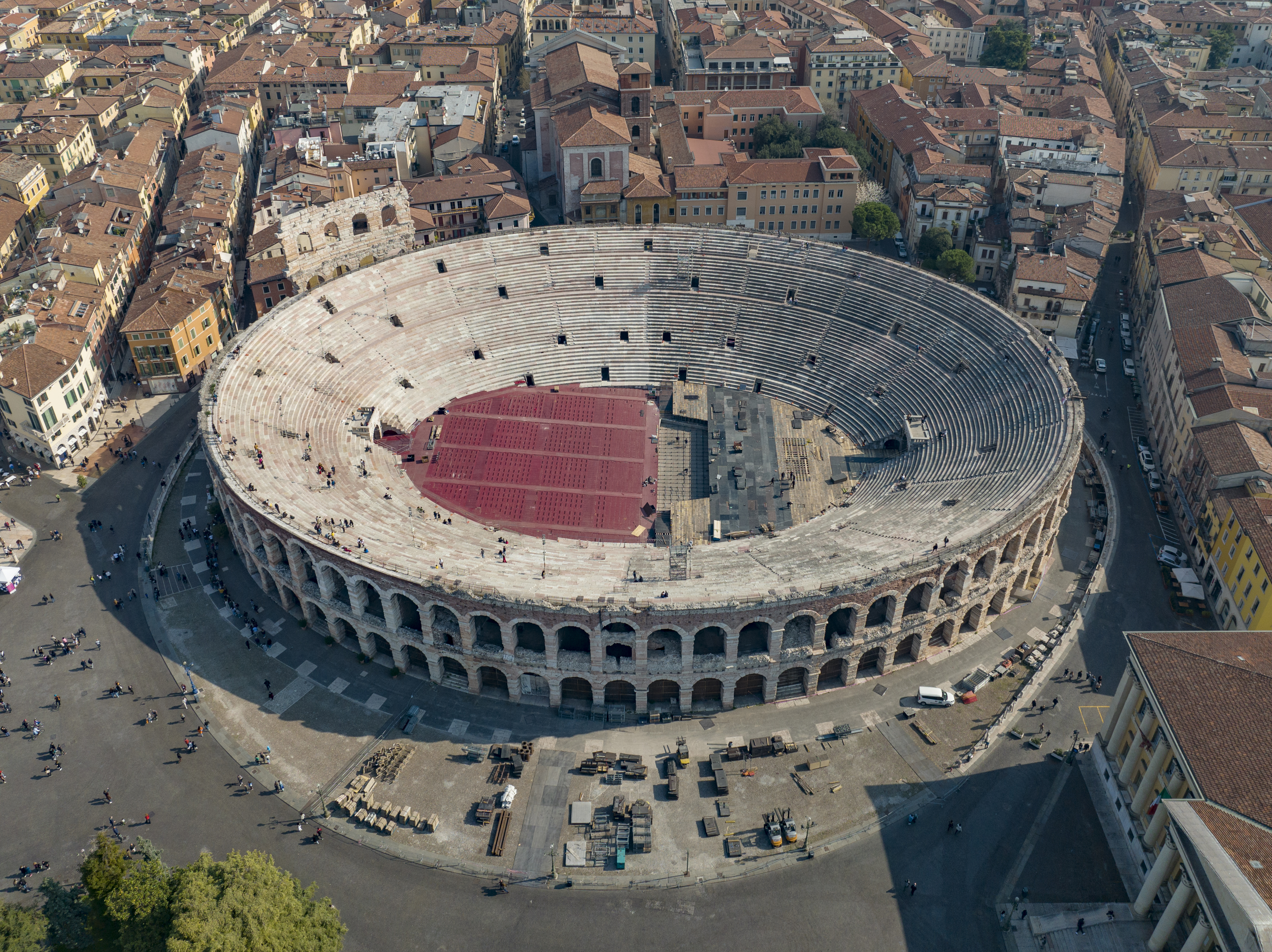
Vista dell'Arena dall'alto.

Altri elementi che hanno aiutato a definire la possibile datazione sono le decorazioni dell'anfiteatro e, soprattutto, l'elmo che racchiude la testa in tufo a grandezza naturale di un gladiatore: nell'elmo si aprono due fori rotondi dai quali si intravedono gli occhi del combattente, mentre la celata è costituita da due parti che si uniscono esattamente nella metà del viso. Queste paragnatidi partono all'altezza delle orecchie abbastanza sottili ma si allargano fino a coprire tutto il viso, tranne gli occhi, e sembrano tenute assieme tramite due corregge incrociate sotto il mento. Questo tipo di elmo si diffonde alla fine dell'età augustea, ovvero circa tra il 10 ed il 20 d.C., in quanto già dopo il 40 questo tipo di elmo si modifica: questo riduce l'arco di tempo in cui può essere stato costruito l'anfiteatro tra la fine del regno di Augusto e l'inizio di quello di Claudio. Considerando che le statue venivano realizzate alla fine della costruzione dell'edificio si può supporre che l'Arena fosse già completa verso il 30 d.C., come conferma lo storico Pirro Marconi.
L'anfiteatro, quindi, fece molto probabilmente parte dell'opera di monumentalizzazione compiuta a Verona nell'età giulio-claudia, che previde la realizzazione di nuove costruzioni nel foro veronese e nelle aree adiacenti, oltre alla ristrutturazione e rinnovamento delle facciate delle porte urbiche. Sia l'anfiteatro di Verona sia quello di Pola sono quindi precedenti alla costruzione del Colosseo: questi furono due episodi importanti nello sviluppo di questo genere di edificio da spettacolo e furono fondamentali per affinare le tecniche costruttive che avrebbero permesso successivamente di realizzare il più grande anfiteatro dell'Impero a Roma.

### Storia antica

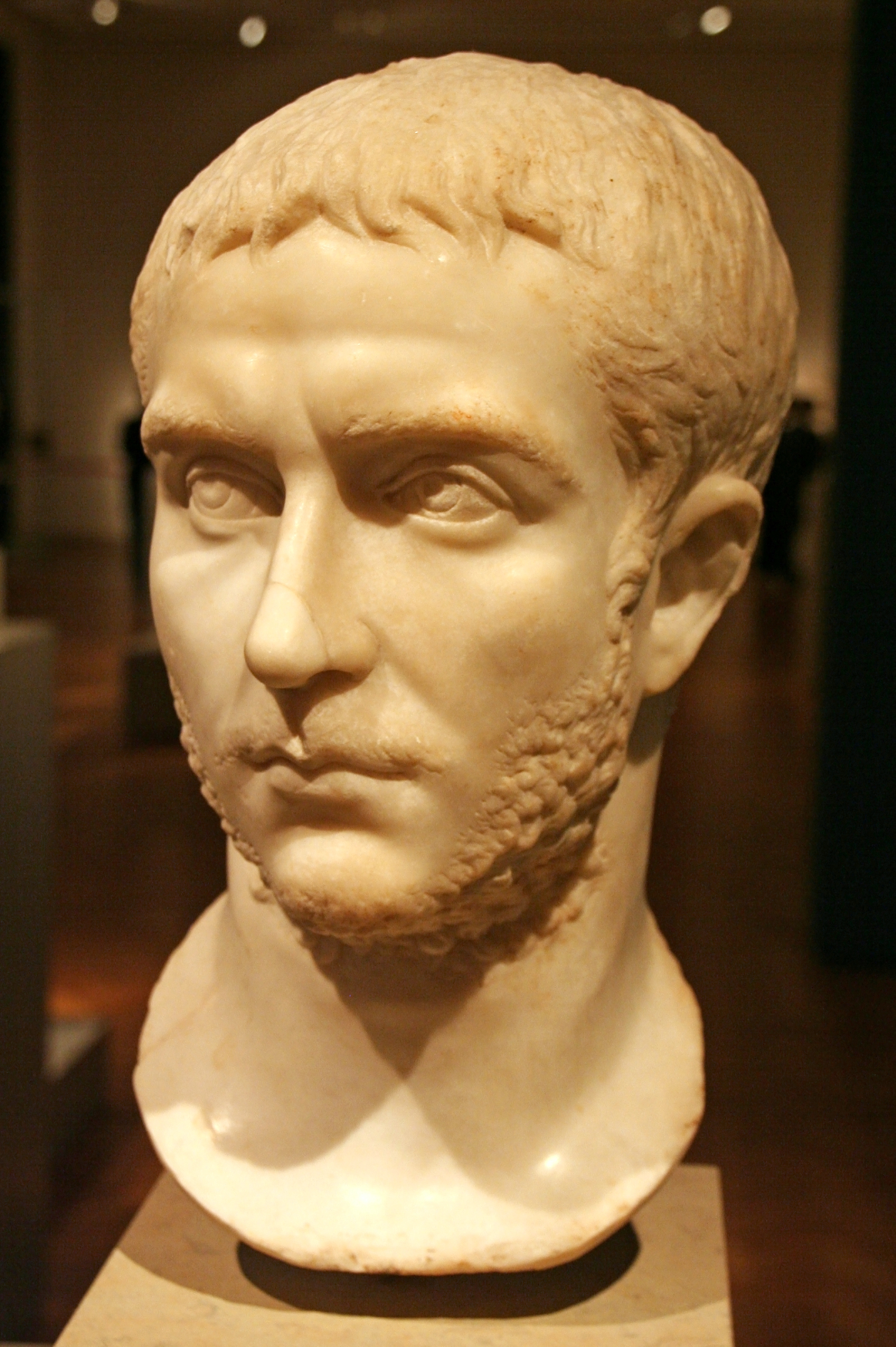
Busto dell'imperatore Gallieno, che fece includere l'anfiteatro di Verona nella nuova cinta muraria.

La storia dell'anfiteatro nell'antichità è per lo più sconosciuta, anche se si possono trarre alcune notizie dai fatti che coinvolsero Verona romana. La città fu coinvolta nella guerra fra Vitellio e Vespasiano: quest'ultimo, infatti, scelse la città come fortezza poiché circondata da campi aperti in cui poteva utilizzare la cavalleria. La cinta muraria cittadina era però ormai inservibile proprio per la presenza dell'anfiteatro poco fuori dalle mura, per cui decise di costruire un vallo e di far scavare l'Adigetto, un lungo fossato a sud del centro abitato, utilizzato anche nel Medioevo. La realizzazione di quest'opera è dunque la conferma che nel 69 d.C. l'anfiteatro era già stato costruito.
L'imperatore Gallieno fu impegnato in lunghe guerre per fermare le invasioni barbariche del III secolo, durante le quali utilizzò Verona nella sua nuova tattica di difesa elastica, che vedeva i capisaldi nelle città di Mediolanum, Verona e Aquileia. Nel 265 decise quindi di ristrutturare le mura tardo repubblicane della città e di costruire un nuovo tratto di cortina lungo 550 metri per includere finalmente l'Arena, risolvendo il problema della sua posizione dominante rispetto alle mura di epoca repubblicana. Nel 1874 Antonio Pompei compì degli scavi attorno all'Arena nel corso dei quali si riportarono alla luce le fondazioni delle mura di Gallieno, che correvano a 5 metri dall'anfiteatro. Si scoprì pure che le mura tagliavano i collettori per lo scarico delle acque piovane, anche se l'Arena poté ancora essere utilizzata per gli spettacoli in quanto si fece realizzare una soluzione alternativa: un grande pozzo centrale, la cui esistenza è stata scoperta nel XVIII secolo. Lo scolo delle acque doveva risultare comunque meno efficiente e da questo periodo inizia quindi la fase di decadenza dell'anfiteatro.
È possibile, anche se non vi sono prove certe, che l'anfiteatro fosse utilizzato anche per il martirio dei cristiani, e il marchese Scipione Maffei ipotizza che proprio qui vennero martirizzati Fermo e Rustico nel 304, nella medesima occasione in cui il vescovo Procolo chiese di essere martirizzato ma fu invece deriso e allontanato perché vecchio.

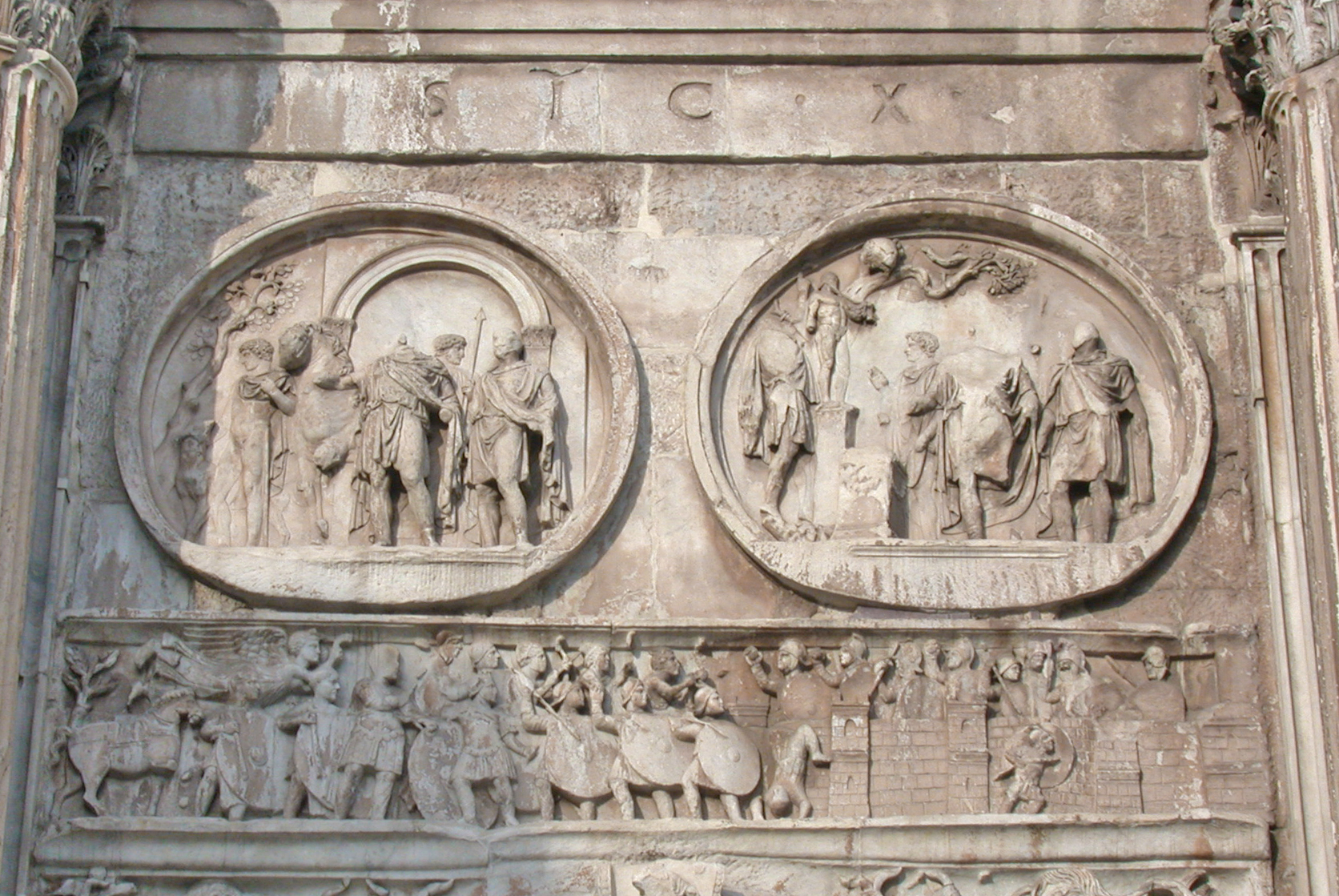
Raffigurazione dell'assedio di Verona da parte delle truppe di Costantino I, dal fregio costantiniano del lato sud dell'Arco di Costantino a Roma. Nel rilievo di destra appaiono le mura che inglobavano l'Arena, che però non è visibile.

Nel 312 Verona tornò ad essere protagonista nella guerra tra Costantino e Massenzio, quando quest'ultimo si asserragliò dentro Verona e l'esercito costantiniano venne ad assediarlo: l'assalto avvenne proprio all'altezza dell'anfiteatro che funse per gli assediati da bastione, dato che era molto più alto delle mura di Gallieno. Davanti all'anfiteatro si tennero due dei più importanti scontri di quella campagna: la sortita degli assediati, che permise a Ruricio Pompeiano di andare a cercare rinforzi, e la battaglia notturna, in cui Costantino fu preso su due fronti, da quello degli assediati e da quello dei soccorsi, anche se riuscì comunque a vincere. Di questa battaglia vi sono due descrizioni, una in un panegirico a Costantino, ed una in un rilievo dell'arco di Costantino, in cui è rappresentata la città di Verona sotto assedio: nel rilievo quadrato, sulla sinistra, c'è Costantino protetto da una guardia e coronato dalla Vittoria, mentre sulla sua destra l'esercito attacca la città mentre gli assediati lanciano frecce e giavellotti dalle mura e dalle torri della città. La parte di cinta muraria più a destra, dove mancano le finestre del piano inferiore, era probabilmente quella che inglobava l'Arena.
L'affermazione del Cristianesimo e la conseguente fine dei giochi gladiatori, insieme all'inefficienza degli organismi pubblici nella conservazione del monumento, furono due importanti spinte verso l'abbandono dell'edificio.

#### I ludi
I documenti che parlano degli spettacoli dentro l'anfiteatro veronese sono pochi, in particolare l'unico documento letterario giunto fino a noi è una lettera di Plinio il Giovane:
(Gaio Plinio Cecilio Secondo, Epistularum, liber VI, 34)
Dalla lettera si può dedurre che l'amico di Plinio ha offerto alla comunità veronese uno spettacolo di caccia, la venatio, come onoranza funebre per la moglie. Secondo Plinio questa scelta è particolarmente adatta per l'occasione, questo perché originariamente questi generi di spettacoli altro non erano che giochi funebri di origine etrusca o campana.
A Verona sono state inoltre ritrovate alcune iscrizioni funerarie di gladiatori morti combattendo nell'Arena: quella che ci dà meno informazioni è una lapide mutilata che riporta la scritta [famil]ia gladiatoria; una seconda iscrizione cita il secutor Aedonius che aveva combattuto a Verona otto volte prima di essere sconfitto, e quindi ucciso alla giovane età di ventisei anni; un'altra iscrizione appartiene invece ad un retiarius, un certo Generosus proveniente dalla scuola gladiatoria di Alessandria d'Egitto, che combatté per ben ventisette volte senza essere mai sconfitto e morì per cause naturali; un'ulteriore iscrizione appartiene invece a Pardon, nativo dertonensis, che morì durante l'undicesimo combattimento.
L'iscrizione più interessante appartiene però ad un certo Glauco: da quanto si può dedurre Glauco fece voto per la sua salvezza a Nemesi, una delle divinità più venerate dai gladiatori, senza però avere fortuna. Egli avverte quindi chi legge di non fidarsi troppo di Nemesi, poiché la vita dei gladiatori dipendeva anche dalla loro abilità e dai capricci della sorte. Glauco, sulla cui iscrizione appaiono, le raffigurazioni delle armi di un reziario (quasi sicuramente, quindi, si trattava di un gladiatore reziario), doveva essere stato un gladiatore di buona qualità, dato che l'iscrizione è stata realizzata anche grazie al contributo dei suoi tifosi.
In una casa di Verona, poco fuori le antiche mura romane, è stato scoperto un mosaico che ha come soggetto i giochi gladiatori, databile tra l'età flavia e l'inizio del II secolo. Il mosaico comprende un riquadro centrale: qui, entro cerchi, vi sono elementi geometrici, e tra questi delfini ed elementi vegetali. A margine di questi si trovano i pannelli con le raffigurazioni di gladiatori, in particolare i tre centrali. La funzione di questo mosaico è solamente decorativa, per cui è abbastanza improbabile che rappresenti dei giochi gladiatori tenutisi nell'anfiteatro di Verona, nonostante ciò sono presenti delle iscrizioni con nomi di gladiatori, probabilmente famosi gladiatori locali. Nel mosaico sono rappresentati il combattimento tra un reziario ed un secutor, con il reziario a terra e l'arbitro che si interpone tra i due. Sopra c'erano i nomi dei due gladiatori, quasi scomparsi, ed una V, che sta per vicit (ha vinto), e sopra il reziario ISS: manca sicuramente la M, per cui doveva esserci scritto MISS, abbreviazione di missus, cioè ebbe salva la vita. Nel pannello centrale c'è un trace e l'avversario (un mirmillone) a terra ed insanguinato. In questo caso l'arbitro alza il braccio del vincitore. Il nome del gladiatore sconfitto è in questo caso visibile, si tratta di Caecro. Nella terza scena vi è la vittoria di un reziario contro un altro gladiatore, che poggia lo scudo a terra in segno di resa.
A Verona è anche verificata l'esistenza di una caserma gladiatoria grazie ad un'iscrizione conservata presso il museo lapidario maffeiano, anche se alcuni studiosi pensano che essa si riferisca in realtà ad un'area recintata e scoperta destinata alle attività fisiche e ricreative dei giovani, anche se questo non nega l'esistenza di una caserma gladiatoria in età classica.

### Storia medievale

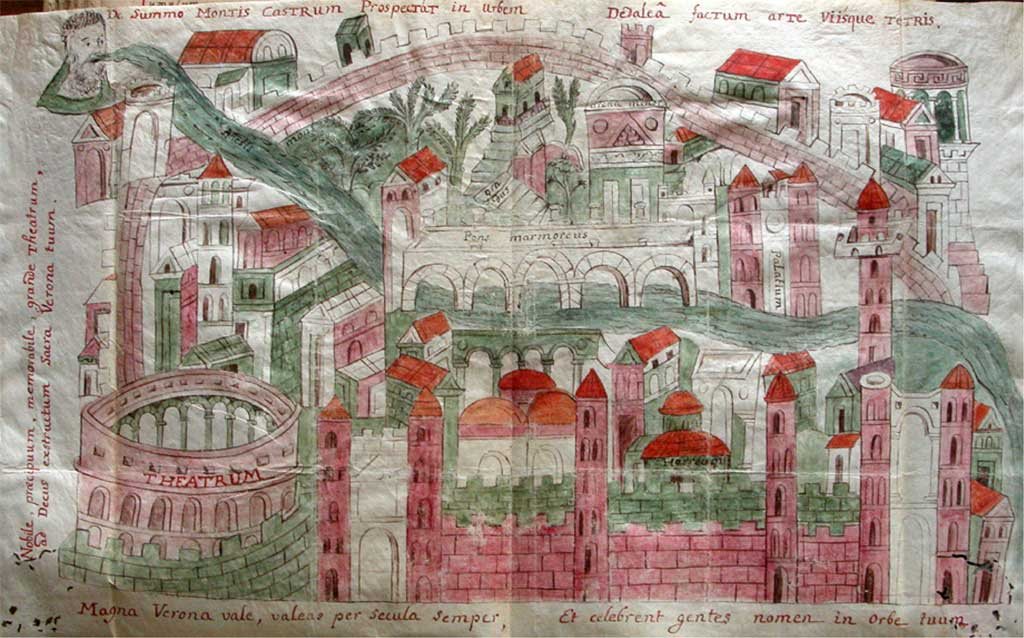
Iconografia rateriana, la più antica rappresentazione di Verona, dove spicca l'anfiteatro ancora in ottime condizioni di conservazione.

Durante il regno romano-germanico di Teodorico il Grande vi furono probabilmente alcuni lavori di manutenzione dell'anfiteatro veronese ma soprattutto l'organizzazione di alcuni spettacoli, da cui derivano le diverse cronache medievali che attribuiscono a Teodorico la costruzione dell'Arena:
(Chronicon Gozecense, XII secolo.)
Tuttavia proprio a re Teodorico si deve il più grave danno che subì l'anfiteatro nella sua lunga storia: il ritrovamento all'interno delle mura teodoriciane di un blocco che recava scolpita una tabella con il numero LXIII appartenente all'anfiteatro stesso indica che la maggior parte dell'anello esterno andò demolito in occasione della realizzazione di questa cortina muraria, per la costruzione della quale si fece ampio uso di materiale di spoglio. La demolizione parziale dell'edificio fu resa necessaria sia allo scopo di recuperare materiale edilizio sia al fine di diminuire l'altezza dell'Arena, ritenuta troppo pericolosa nel caso fosse conquistata durante un assedio. L'edificio mantenne comunque la funzionalità della cavea e la possibilità di svolgere spettacoli, in quanto la riduzione in altezza di circa 12 metri provocò la perdita della sola galleria superiore e non della gradinata.
Successivamente altri danni all'anfiteatro furono recati da disastri naturali, tra cui l'inondazione dell'Adige del 589, il terremoto del 1116 e il catastrofico terremoto del 3 gennaio 1117. Sotto il regno di Berengario si svolsero le prime disastrose invasioni degli Ungari, che avevano obbligato i difensori a rafforzare le difese e a utilizzare l'Arena come fortezza. In quegli anni il vescovo di Verona Raterio realizzò la cosiddetta iconografia rateriana, in cui mostra Verona come si presentava nella metà del X secolo, con le chiese, le porte, i ponti e le mura. Inoltre ci mostra l'Arena di Verona con l'anello esterno ancora integro e riporta alcuni versi che la descrivono come un labirinto di buie gallerie.
In particolari occasioni la cavea dell'Arena venne utilizzata come cava di marmo per la realizzazione di nuove costruzioni, in particolare subito dopo l'incendio che colpì la città nel 1172. Nel XIII secolo sono registrati i primi tentativi di arrestare la distruzione dell'anfiteatro tramite alcuni restauri e degli impegni presi negli Statuti comunali del 1228. In epoca comunale e scaligera si tennero all'interno dell'anfiteatro delle lotte giudiziarie che possono ricordare gli antichi giochi gladiatori: per risolvere processi incerti gli interessati potevano valersi di lottatori professionisti, detti campioni. Il combattimento richiamava la cittadinanza a parteggiare per uno o l'altro campione e i combattenti, nudi ed unti di olio, decidevano con la loro forza le sorti del processo. Perfino Dante partecipò come spettatore ad almeno una di queste lotte, descrivendola in un canto dell'Inferno:
(Dante Alighieri, Inferno - Canto sedicesimo, vv. 22-27.)
Nel 1278 furono arsi sul rogo all'interno dell'Arena per volontà di Alberto I della Scala quasi 200 eretici catari catturati a Sirmione dal fratello Mastino I della Scala, e fu sempre Alberto I della Scala a introdurre alcune regole sull'utilizzo dell'anfiteatro: nello statuto del 1276 si stabilisce che le prostitute potevano abitare esclusivamente nell'Arena mentre nell'aggiornamento del 1310 vi è l'ordine di tenere chiusa l'Arena e di multare chi avesse rotto le porte o soddisfatto i propri bisogni corporali all'interno. Questi due capitoli sembrano contraddirsi tra di loro: si parla di arcovoli abitati da prostitute e contemporaneamente della chiusura dell'Arena. Questa in realtà non è una contraddizione in quanto allora (e fino all'Ottocento) l'edificio veniva distinto in due parti, tra esterno abitato, gli arcovoli, e interno chiuso, la cavea. Vi furono comunque delle eccezioni, come nel 1382, quando si tennero al suo interno 25 giorni di festa con giostre e spettacoli per le nozze di Antonio della Scala con Samaritana da Polenta.
Nel 1337 la città si trovava in debito per via di una guerra contro una lega antiveronese, così il Comune, con il consenso di Mastino II della Scala, cedeva all'Università dei Cittadini (così venne chiamato il consorzio di creditori del Comune) i redditi derivanti dall'affitto dell'Arena (il monumento sarebbe stato riscattato completamente solo nel 1586).

### Storia moderna

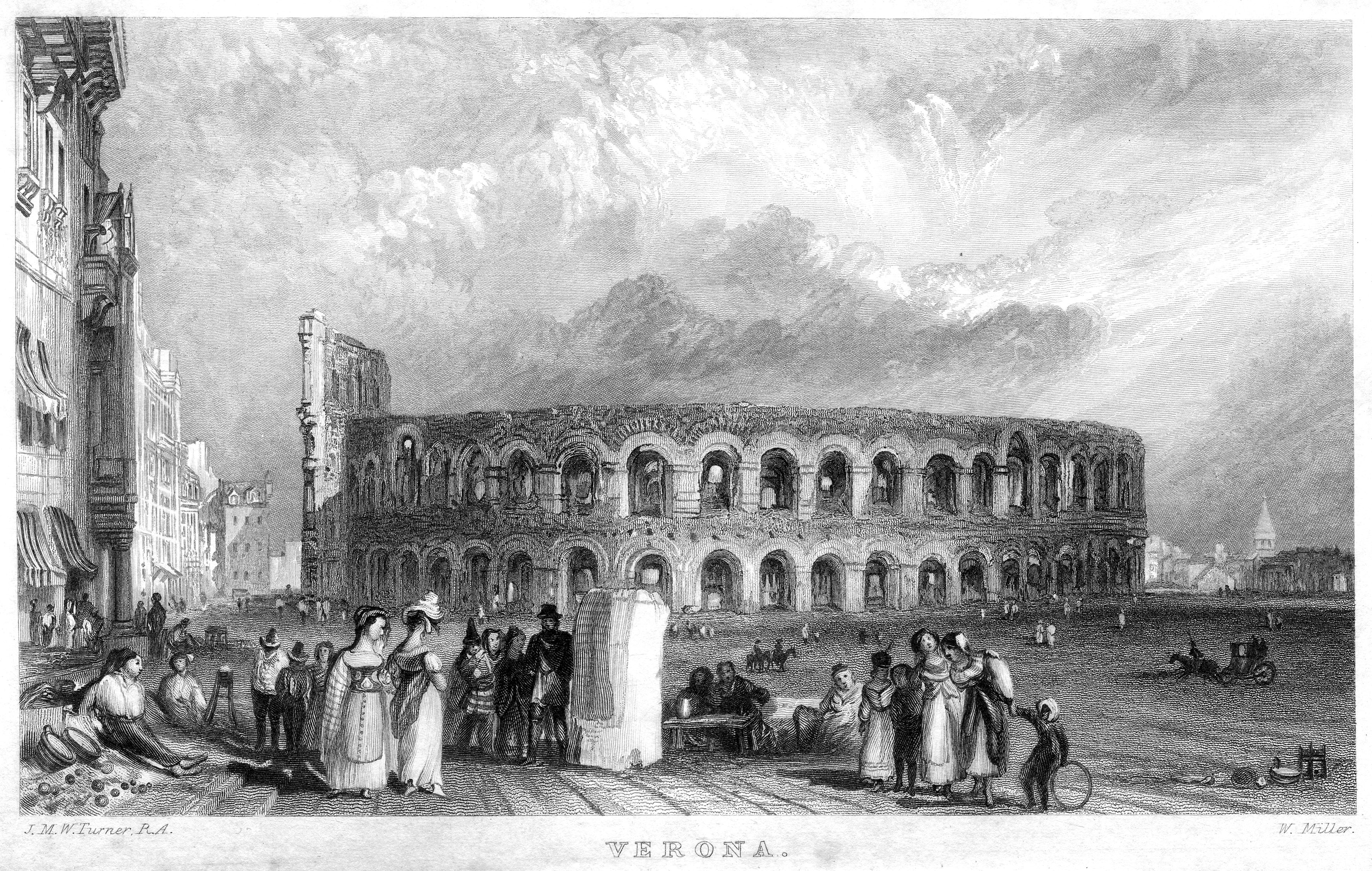
Incisione di inizio Ottocento.

Nel 1450, durante il governo veneto, vennero compilati nuovi statuti aventi alcune disposizioni riguardanti l'Arena, e di particolare importanza è il seguente:
(Statuti Veronesi, libro IV, cap. 56)
Inoltre nello stesso statuto viene confermata la disposizione che obbliga le prostitute a risiedere nell'Arena. Questo è il più antico documento ufficiale in cui l'edificio viene definito memorabile e a partire da questo momento i letterati iniziano la sua esaltazione, mentre la cultura rinascimentale spinge a un sempre più approfondito interessamento per essa con analisi critiche e storiche del monumento: nell'ambiente culturale veronese del Quattrocento sono in particolare due artisti e architetti come Giovanni Maria Falconetto e Fra Giovanni da Verona a riscoprire l'importanza anche costruttiva dell'Arena, contribuendo in maniera decisiva a modificarne la percezione negativa legata nell'immaginario arcaico medievale alla figura del labirinto. Dopo di loro il monumentale edificio venne studiato e rilevato anche da personalità quali Giovanni Caroto, Sebastiano Serlio, Antonio da Sangallo il Giovane, Baldassarre Peruzzi e Andrea Palladio: architetti e artisti che cercarono anche soluzioni valide a garantire la conservazione dell'Arena.

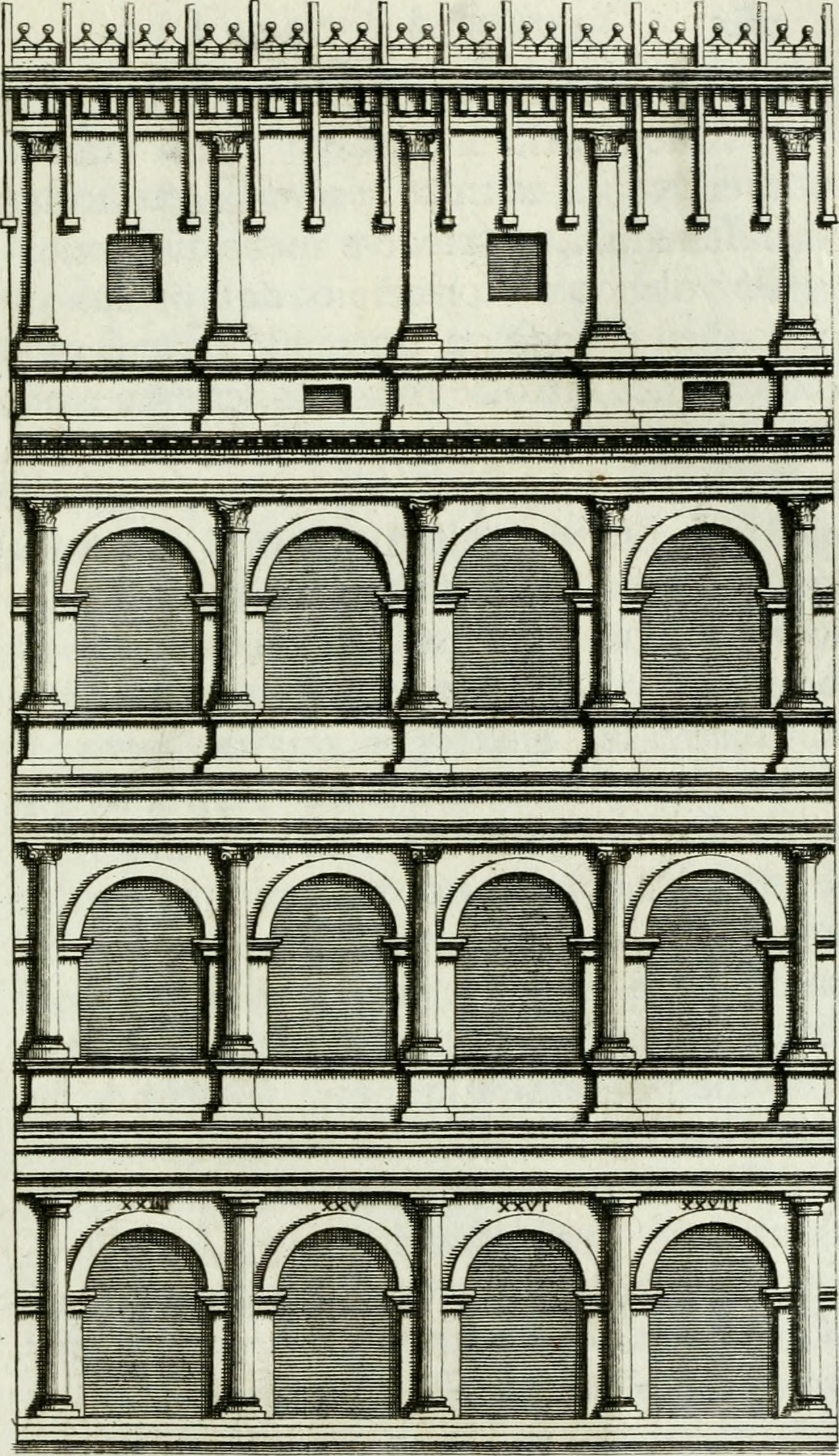
Rilievo dell'Ala superstite dell'anfiteatro, tratto da Verona illustrata di Scipione Maffei.

L'anfiteatro stava quindi cominciando ad assumere grande importanza per la comunità cittadina, tanto che Verona fu la prima città, già nel Cinquecento, a dar avvio a tutta una serie di operazioni in grado di porre al centro la tutela e il restauro dell'antico. A tal proposito importante fu il riscatto di parte dell'ipoteca a vantaggio dell'Università dei Cittadini, grazie al quale nel 1537 si poté sancire l'allontanamento delle prostitute dagli arcovoli, che furono affittati ad artigiani e commercianti. Verso la metà del XVI secolo, in questo clima di grande coinvolgimento rispetto al destino della città e del suo principale monumento, si cominciò ad attuare un lento rinnovamento della Bra, la grande piazza su cui si affaccia l'anfiteatro, mentre il 24 maggio 1568 si deliberò il restauro dello stesso anfiteatro, che si trovava in condizioni di trascuratezza, sulla base di un progetto basato sugli studi fino ad allora realizzati da periti architetti, come quelli realizzati da Caroto e Palladio. I lavori di restauro, dediti in particolare al ripristino della cavea, furono interrotti nel 1575 per via della grave pestilenza che aveva colpito la città scaligera. Nel 1586, tuttavia, il Comune poté finalmente riscattare interamente l'Arena dall'Università dei Cittadini.
Altri lavori di restauro iniziarono solamente nel 1651 per essere interrotti nel 1682, tuttavia si ebbero altri interventi significativi nel 1694 e nel 1699, con il restauro parziale della gradinata. Nei primi anni del Settecento le manutenzioni straordinarie vennero arrestate per poter iniziare opere di scavo archeologico all'interno dell'anfiteatro romano: le ricerche iniziarono nel 1710 con Ottavio Alecchi, che scoprì il pozzo centrale e il canale ellittico che fronteggia il primo gradino, che notò essere anticamente coperto da lastre di pietra aventi al centro, a distanza fissa, un foro circolare dal diametro di 7 cm. Nel 1728 il marchese Scipione Maffei, una personalità che contribuì in maniera decisiva agli studi e ai restauri del monumentale edificio, pubblicò il testo Degli Anfiteatri e singolarmente del Veronese, che rappresenta una svolta significativa verso un rinnovato approccio scientifico e archeologico al monumento, preoccupandosi prima di tutto della sua tutela. All'interno del testo critica in particolare gli scavi nella cavea che hanno alterato la configurazione originale interna del monumento. Per la stesura del lavoro il Maffei condusse un'attenta ricerca storica e un'indagine del monumento, anche attraverso scavi archeologici durante i quali si erano verificati alcuni ritrovamenti. I problemi archeologici che individuò furono: la suddivisione della gradinata in meniani e in cunei; il coronamento della parte superiore interna con una loggia; a collocazione e l'altezza del podio che calcolò in 1,53 metri, quale fu poi ricostruito; le funzioni dei condotti sotterranei, che nega possano essere stati utilizzati per allagare l'Arena; il pozzo centrale, fino allora pensato come sostegno per il velarium, ma da lui pensato come sistema di scolo delle acque piovane.
Dal settembre 1728 al luglio 1729 si svolsero gli importanti lavori di sgombero dello strato di terra (120 cm) che ricopriva il piano dell'arena, mentre dal 1731 al 1735 venne restaurata e consolidata l'Ala. I lavori poi ripresero con vigore solamente nel 1761, quando furono affidati i compiti di scavo, di rilevamento dell'ellisse, dell'euripio e del podio, oltre alla realizzazione di un modello fino al secondo ordine di vomitori per la giusta ricollocazione dei gradini per avviare la radicale revisione del lavoro precedentemente compiuto senza impegno critico. I lavori vennero interrotti nel 1772 per mancanza di fondi, ripresero quindi nel 1780 e si interruppero nuovamente tre anni dopo.

#### Le giostre

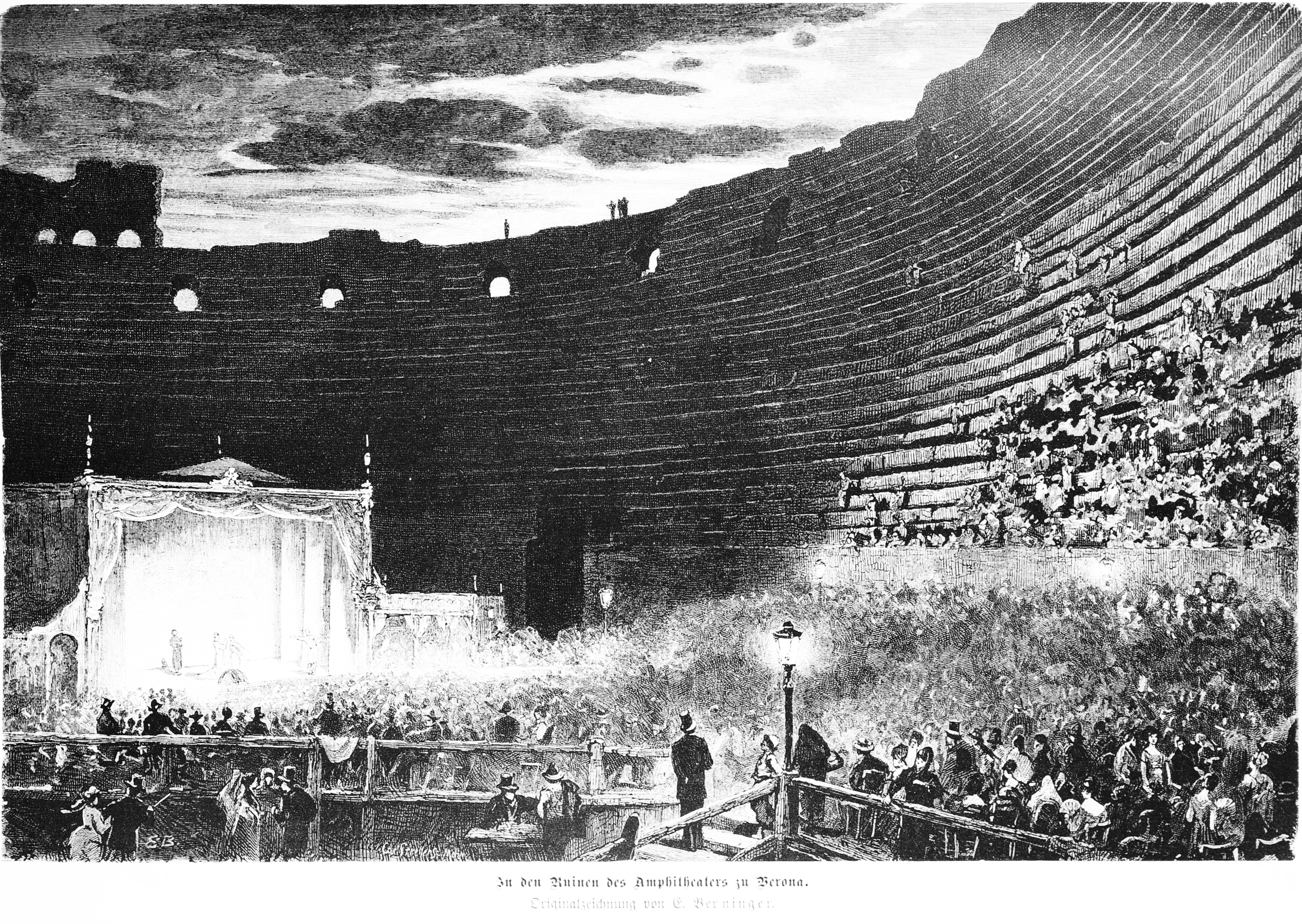
Rappresentazione di uno spettacolo all'interno dell'Arena.

Il 26 febbraio 1590 si tenne la prima giostra documentata all'interno dell'Arena, anche se l'ordinanza di tener chiusa la cavea non era ancora stata abolita, ma era in quel periodo lentamente caduta in disuso, anche se la sua utilizzazione era eccezionale e il cambiamento di tale stato si ebbe solo nel XVII secolo, quando si cominciò a dare in appalto anche l'interno dell'anfiteatro, oltre all'esterno. Il 29 maggio 1622 si tenne all'interno una grande Giostra della Quintana, il cui spettacolo fu descritto da alcuni cronisti in quanto vide la partecipazione di cavalieri non solo veronesi, ma anche foresti, alcuni addirittura dalla Svezia. Si ricorda un'altra giostra memorabile il 4 maggio 1654.
Lo spettacolo diurno all'interno dell'anfiteatro nel XVIII secolo divenne estremamente popolare, mentre il 20 novembre 1716 si tenne l'ultima giostra in onore del principe elettore di Baviera, organizzata da Scipione Maffei che si lamentava del fatto che i nobili veronesi non tenessero più giostre al suo interno. A partire da quell'anno, nei contratti d'appalto dell'interno del monumento, non si fa più riferimento a esercizi cavallereschi quanto piuttosto a compagnie di comici e ballerini, che costruivano i palchi all'interno dell'arena. La prima esatta menzione di una recita è la Merope di Maffei, messa in scena nel luglio del 1713 dalla compagnia di Luigi Riccoboni. Assistette ad uno di questi spettacoli anche Carlo Goldoni, nel luglio del 1733, che ha lasciato nelle sue Memorie pure una descrizione dell'ambiente e dell'atmosfera, con i nobili e i facoltosi che sedevano su delle sedie, mentre il popolo sedeva sulle gradinate.
Fra le attrazioni occasionali, nel gennaio 1751, un rinoceronte la cui visione ammutolì tutti gli spettatori che non riuscivano a credere all'esistenza di un tale animale. Ma la forma più gradita di spettacolo era la caccia dei tori, in cui un toro (o in alcuni casi buoi) si misurava con dei cani addestrati da macellai. Nel settembre 1786 Goethe visitò Verona, poté così ammirare l'anfiteatro, primo importante monumento dell'antichità da lui visto, stupendosi che il popolare gioco del pallone non si tenesse al suo interno.

### Storia contemporanea

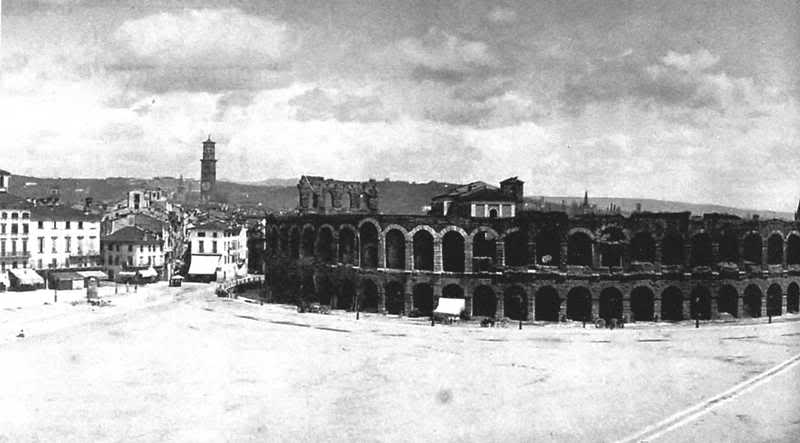
Vista dell'Arena e di piazza Bra dopo il livellamento generale eseguito nel 1820.

Nel 1805 Verona si trovava sotto il dominio francese e il 15 giugno dello stesso anno Napoleone Bonaparte visitò l'anfiteatro, assistendo al suo interno alla caccia dei tori, e proprio in quell'occasione il governo stanziò dei fondi per il restauro del monumento: Luigi Trezza fu incaricato di studiare il piano dei lavori con l'obiettivo di collocare i gradini mancanti, di restaurare il podio, le volte più compromesse, di restaurare le scale che portavano al primo e al secondo ordine di vomitori e le scale maggiori che conducevano al terzo ordine di vomitori, e infine di stuccare le gradinate. Trezza ideò uno stucco per le fessure che sarebbe stato utilizzato fino al 1825, un impasto di calce viva, mattoni pestati e limatura di ferro.
Il 1º gennaio 1807 venne istituita la Deputazione all'Ornato pubblico, la quale aveva tra i suoi compiti la conservazione dell'Arena, che nel 1816, in seguito al passaggio di Verona al regno Lombardo-Veneto, cambiò nome in Commissione all'Ornato. Nel 1817 furono condotti degli scavi all'esterno dell'anfiteatro per accertare la continuazione del canale allineato all'asse maggiore, che venne seguito fino a palazzo Ridolfi, come attesta un'iscrizione lì collocata, e si trovarono le fondazioni delle mura di Gallieno, che andavano a tagliare il canale.
Il 1820 fu un anno importante in quanto il comune decise lo sfratto dall'Arena delle abitazioni, concedendo 42 arcovoli a uso di magazzino. Lo sfratto di 36 affittuari fu il primo passo verso la bonifica del monumento e il suo integrale restauro. Lo sfratto incontrò una forte resistenza degli affittuari, che in alcuni casi vantavano un'occupazione secolare, passata da padre in figlio per generazioni. Lo stesso anno il podestà Da Persico incontrò l'imperatore austriaco Francesco I e gli indicò le esigenze del monumento, così, in seguito al contatto, il comune ricevette l'invito a realizzare un piano di lavoro. Il progetto riguardava specialmente la sistemazione esterna dell'anfiteatro, con la demolizione delle case troppo vicine a esso; inoltre furono decisi ed eseguiti gli scavi lungo l'Arena, in modo da riportare alla luce la base della stessa, visto che era interrata di circa due metri per via del materiale che si era depositato in seguito alle numerose inondazioni che aveva subito la città fino alla costruzione dei muraglioni, ma anche un abbassamento del livello medio della Bra di circa 70 centimetri, seguendo una linea lievemente inclinata dalla Gran Guardia verso l'Arena, e si abbassò anche la quota del Liston. La piazza davanti all'Arena e l'Arena stessa assunsero quindi un nuovo aspetto: l'abbassamento del livello della piazza portò al recupero delle proporzioni del monumento, mentre la demolizione dell'ospedale della Misericordia Nuova, di quattordici numeri civici verso San Nicolò e dei forni militari addossati alle mura comunali diedero, insieme al completamento definitivo della Gran Guardia, più respiro e razionalità all'insieme.

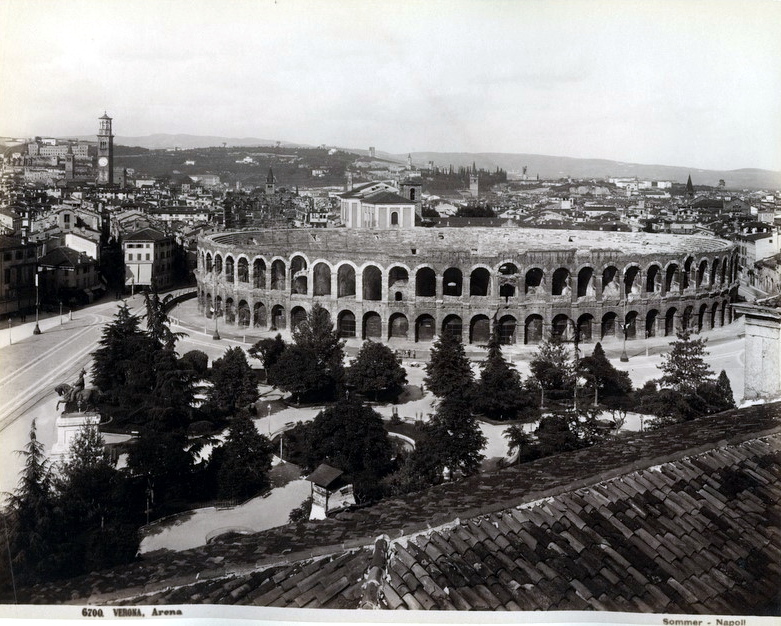
Piazza Bra dopo la realizzazione dei giardini centrali, creati nel 1873.

Nel 1866 il Veneto passò al regno d'Italia, ma era ancora attiva la Commissione all'Ornato, che appariva però con il nome di Commissione al Civico Ornato, solo nel 1876 venne sostituito dalla Commissione consultiva conservatrice dei Monumenti, istituita in ogni provincia del regno. In questo periodo la personalità veronese più attiva nel campo dello studio dei problemi del restauro dell'anfiteatro era il conte Antonio Pompei, che tra il 1872 e il 1877 pubblicò alcuni saggi sull'anfiteatro, nei quali mirava principalmente a ricostruire l'aspetto originario dell'anfiteatro. Diresse pure i lavori per il restauro del terzo ordine di vomitori, senza tuttavia dare un aspetto nuovo alla cavea, a causa di alcune incertezze sorte durante i lavori.
Durante la seconda guerra mondiale la Soprintendenza ai Monumenti diretta dall'architetto Piero Gazzola eseguì alcuni contrafforti provvisori all'esterno ed all'interno dell'Ala per proteggerla dai bombardamenti bellici. Alla fine del conflitto tali contrafforti furono demoliti e fu consolidata staticamente l'Ala su progetto dell'ing. Riccardo Morandi: l'ingegnere progettò un sistema della post-tensione che prevedeva l'inserimento di cavi d'acciaio dal diametro di 5 mm in fori praticati dall'alto, allineati ai pilastri, fori poi riempiti da cemento liquido a pressione. Il consolidamento tramite questo sistema di cavi in acciaio armonico posti nei cinque pilastri verticali dell'Ala fu realizzato tra il 1953 e il 1956.
Altri interventi eseguiti dal 1954 al 1960 consistono nel recupero degli arcovoli ancora occupati da magazzini e botteghe, con la demolizione di tutte le strutture non originarie, come solette divisorie e scale in legno, tetti interni con tegole, pareti di contromuratura. Nel 1955 furono sostituiti i circa cinquanta cancelli in legno con quelli in ferro tuttora presenti. Dal 1957 al 1959 furono restaurate le rampe inferiori di quattro scale interne, venne realizzata con ciottoli la pavimentazione degli arcovoli, mentre negli ambulacri vennero collocate le corsie centrali di camminamento in pietra, si pulirono i condotti sotterranei e il grande pozzo centrale, venne restaurato l'intero anello esterno e furono sigillate le fessure fra i gradini della cavea. Nel 1960 venne demolita la vecchia copertura della fossa centrale e venne realizzata un nuovo solaio e nello stesso periodo venne realizzata la ringhiera in ferro che gira lungo l'ultimo gradino per proteggere gli spettatori da cadute accidentali, la cui realizzazione andò incontro a diversi contrasti.

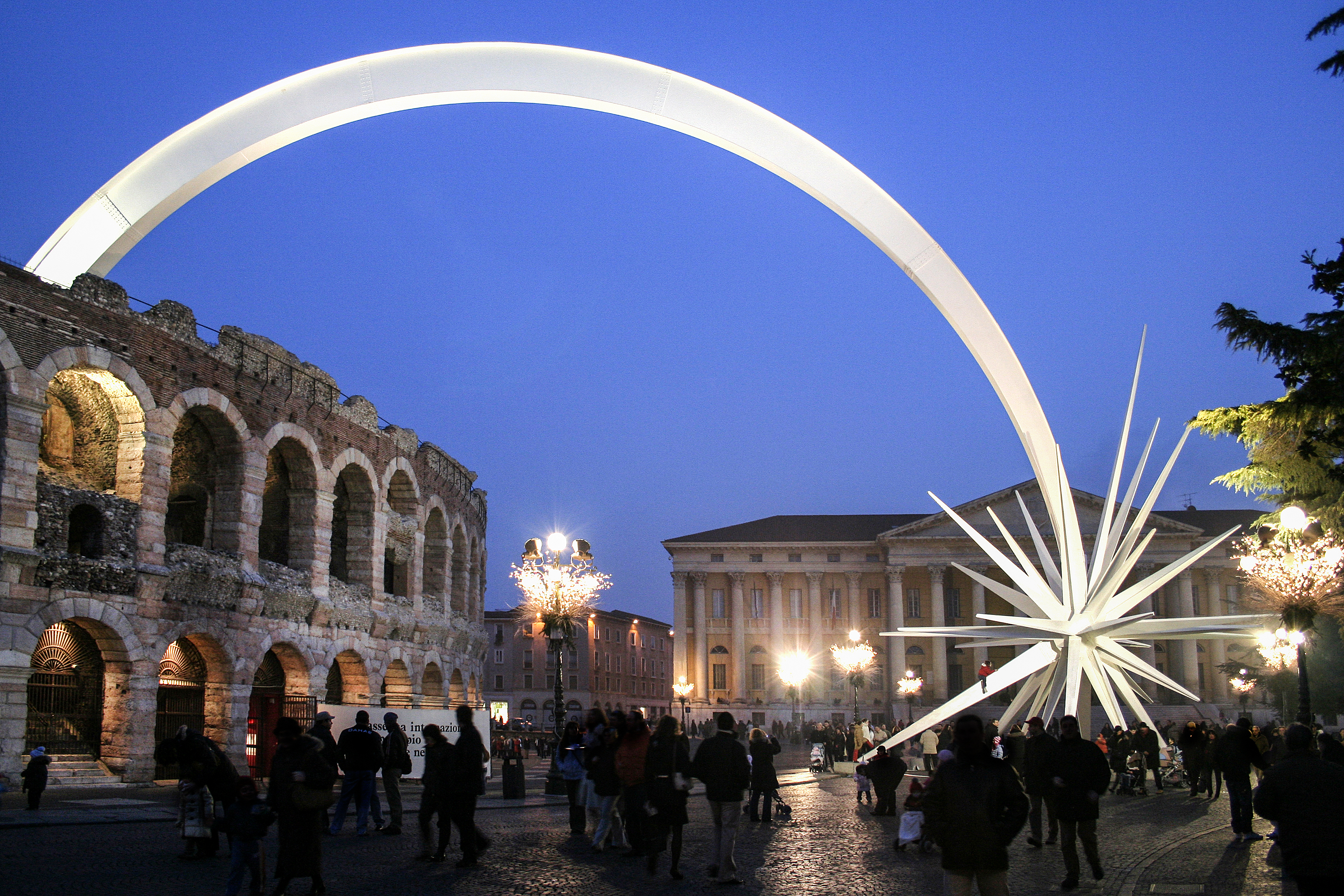
La stella cometa nel gennaio 2007

Dal 1984, durante le festività natalizie, veniva collocata in piazza Bra una stella cometa di acciaio, progettata dall'architetto Rinaldo Olivieri e alta 70 metri per 82 di lunghezza, la cui coda poggiava all'interno dell'Arena. Tuttavia a gennaio 2023, durante i consueti lavori di smontaggio, una parte della stella è caduta ed ha provocato danni irreversibili a diversi gradoni; dal Natale 2024 si è perciò deciso di montare solamente la "testa" della stella, senza la tradizionale coda, che è sostituita da dei fasci luminosi.

#### Gli spettacoli e la lirica

Fotografia della prima rappresentazione dell'Aida pubblicata sul quotidiano L'Arena nel 1913

La caccia dei tori è all'inizio dell'Ottocento ancora popolare, tanto che mostra di gradirla pure Napoleone Bonaparte. Più tardi, lo stesso anno, l'Arena venne utilizzata come campo di concentramento per i prigionieri austriaci, che demolirono il palco per le commedie per farne legna da ardere. Nel novembre 1807 Napoleone, che era nuovamente a Verona, andò a vedere i momenti iniziali di un'altra caccia dei tori.
Nel maggio 1815, in occasione del ritorno di Verona all'impero austriaco e della visita dell'arciduca Heinrich Johann Bellegarde, viceré del regno Lombardo-Veneto, vi fu una caccia dei tori e alla fine dello spettacolo la distribuzione di granturco ai più poveri: si era soliti, infatti, abbinare divertimento e beneficenza. Nel marzo dell'anno successivo, per festeggiare l'imperatore Francesco I e sua moglie Maria Ludovica, si sostituì alla caccia dei tori una corsa dei fantini, preceduta dalla distribuzione, anche in questo caso, di granturco ai poveri, esposto in carri al centro dell'anfiteatro che furono poi avviati alle parrocchie.
Il 24 novembre 1822, conclusosi il congresso di Verona, si tenne nell'edificio una grande coreografia con preludio lirico. Il testo, intitolato La Santa Alleanza, fu opera di Gaetano Rossi mentre la musica venne composta da Gioachino Rossini, che diresse la sua esecuzione: all'inizio dello spettacolo il Fato con un cenno faceva apparire da quattro direzioni quattro carri, di Minerva (circondata dalle raffigurazioni allegoriche delle arti, dell'abbondanza e della felicità), di Cerere (circondata dalle ninfe e dal commercio), di Nettuno (con i geni marittimi) e di Marte (circondato dalla forza, dal valore e da guerrieri). Venivano eseguite contemporaneamente quattro diverse danze mentre i carri giravano in circolo, in modo che tutti gli spettatori potessero assistere allo spettacolo. L'ultimo quadro era formato da un'esibizione d'insieme attorno alla statua della Concordia.
Nell'Ottocento furono molto apprezzate le gare di equitazione e le gare velocipedistiche, gli spettacoli di ascensione con aerostato, gli esercizi ginnici acrobatici, la commedia e il gioco della tombola: le più celebri quella del 1838 a cui partecipò anche l'imperatore Ferdinando I, quando la parte più bella dello spettacolo si ebbe con l'apertura di migliaia di ombrelli di tutti i colori per un acquazzone, e quella del 1857 a cui partecipò l'imperatore Francesco Giuseppe, che assistette al popolarissimo spettacolo con l'estrazione della tombola e dell'albero della cuccagna. La musica di Rossini tornò nell'Arena solo il 31 luglio 1842 dopo che dieci giorni prima aveva avuto successo nel teatro Filarmonico la prima esecuzione cittadina dello Stabat Mater. La prima stagione lirica si ebbe però nel 1856 quando furono eseguiti Il Casino di Campagna e La fanciulla di Gand di Pietro Lenotti e il primo atto de L'elisir d'amore di Gaetano Donizetti e Il barbiere di Siviglia di Rossini. L'Arena si preparava ad assolvere pure compiti civili, come il 16 novembre 1866, quando vi si tenne la festa per l'annessione del Veneto al regno d'Italia alla presenza di Vittorio Emanuele II. Dopo il 1866 Verona rimase città militare, ma l'esercito si mostrò più vicino al popolo, tenendo a volte nel monumento lo spettacolo del carosello. Inoltre la prima domenica di giugno per la festa dello statuto albertino si teneva uno spettacolo pirotecnico.
Gli spettacoli più di successo nel primo decennio del Novecento fino all'Aida del 1913, che aprì ufficialmente il Festival lirico areniano, furono gli spettacoli circensi. Dal 1913 l'anfiteatro veronese divenne il più grande teatro lirico all'aperto del mondo e, con tale utilizzazione, venne così salvata l'esigenza di conservare il carattere di ambiente per spettacoli popolari, tutelando allo stesso tempo la dignità del monumento. Inoltre tornarono più volte al suo interno gladiatori, belve e persecuzioni di cristiani per la realizzazione di film storici.

#### Altri eventi

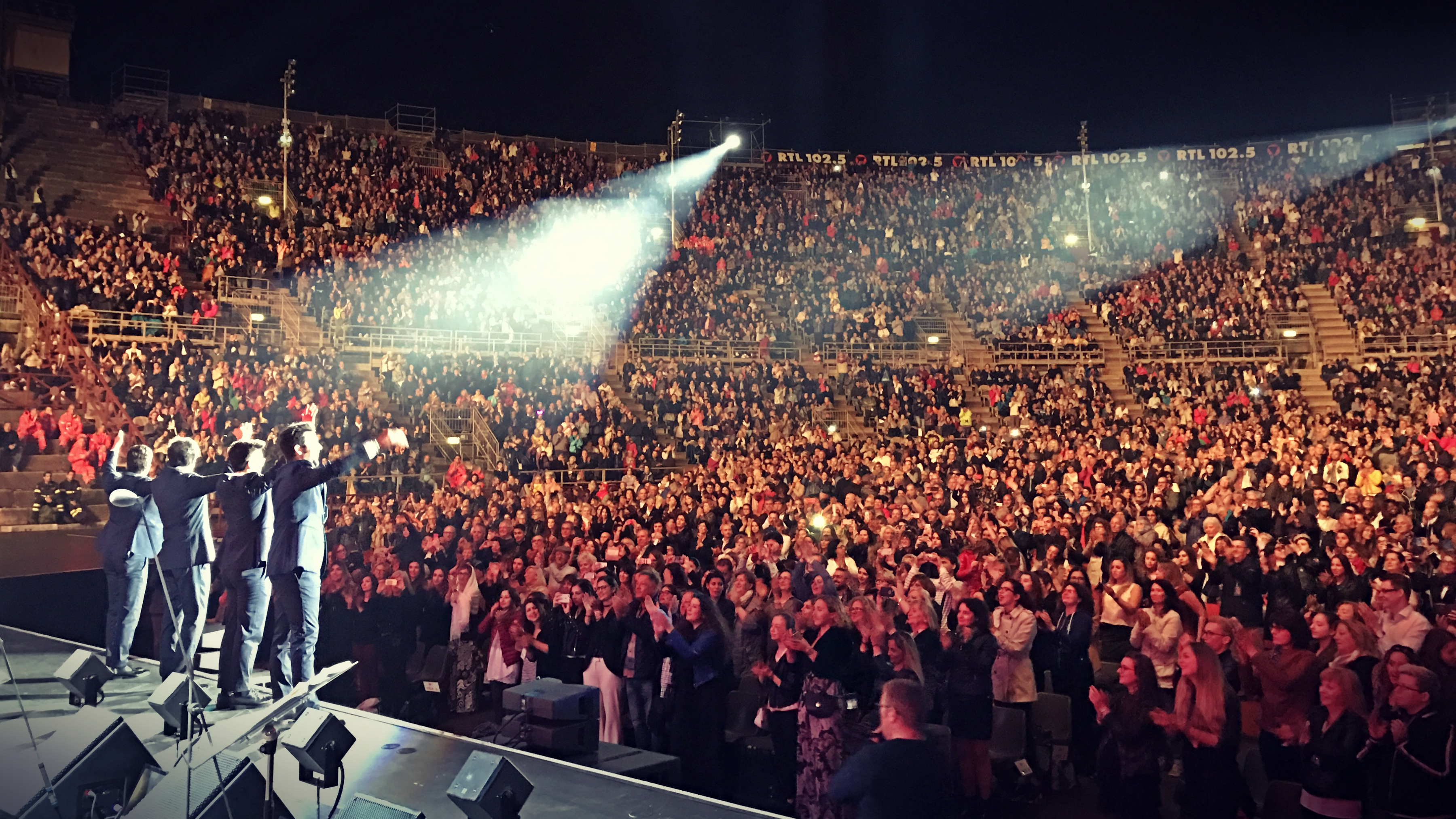
Il Volo sul palco dell'Arena di Verona nel 2017.

Sul versante musicale, l'Arena di Verona è stata storica sede delle finali del Festivalbar, mentre dal 2017 ospita i Power Hits Estate, manifestazione a premi organizzata da RTL 102.5 che si svolge con cadenza annuale. Ha inoltre ospitato numerosi concerti di musica leggera, grazie al prestigio di questo teatro all'aperto unico nel suo genere, facendo esibire numerosi artisti italiani e stranieri. Zucchero Fornaciari detiene il record di quattordici spettacoli consecutivi.

Amichevole tra le nazionali di volley maschile di e all'Arena nel 1988.

L'anfiteatro veronese ha ospitato la finale dell'edizione 1970 del programma televisivo Giochi senza frontiere.
Per quanto concerne lo sport, l'Arena è stata sede di arrivo della tappa conclusiva del Giro d'Italia nelle edizioni del 1981, 1984, 2010, 2019 e 2022. Il 23 maggio 1988, al tramonto della guerra fredda, l'anfiteatro è stato scenario di una storica amichevole tra le nazionali di pallavolo maschile di Stati Uniti e Unione Sovietica. Il 15 agosto 2023 ha ospitato invece la gara inaugurale del Campionato europeo femminile di pallavolo tra Italia e Romania. Nel 2026 l'Arena accoglierà la cerimonia di chiusura dei giochi olimpici invernali e la cerimonia di apertura dei giochi paralimpici invernali di Milano-Cortina d'Ampezzo 2026.

## L'anfiteatro nel contesto urbano del suo tempo
L'anfiteatro veronese sorse a circa 70–80 m dalle mura repubblicane della città, di fronte all'angolo formato dalla cinta cittadina a meridione. Questo evidenzia il fatto che non era stato previsto nel progetto originario della città, come anche ad esempio il theatrvm Veronense, anche perché la metà del I secolo a.C. (quando venne rifondata la città all'interno dell'ansa dell'Adige), fu un periodo di guerre civili, e non era quindi realistica la costruzione di un edificio tanto imponente vicino alle mura della città, che avrebbe indebolito, se non addirittura reso inutile, il sistema difensivo: si conclude quindi che l'opera venne costruita in un periodo di pace, che coincide quasi sicuramente con l'inizio dell'età imperiale. A prova di questo, nel III secolo, in un periodo di crisi, anarchia militare e di invasioni barbariche, l'imperatore Gallieno sentì il bisogno di costruire una nuova cinta muraria che includeva anche l'Arena.
Il fatto che l'opera venne costruita esternamente alle mura significa che lo spazio interno era stato ormai quasi completamente edificato. Questa caratteristica, inoltre, impose anche la rivisitazione della viabilità, dato che nell'anfiteatro affluivano decine di migliaia di persone, provenienti dalla città, dall'agro e dai centri vicini, e avrebbero intasato le porte che conducevano ad esso (tra l'altro la via Postumia, che entrava a porta Borsari, era una strada già molto trafficata): vennero quindi rifatte porta Leoni e porta Borsari, e vennero probabilmente creati due nuovi sbocchi minori all'altezza dell'anfiteatro. L'orientamento di quest'ultimo, inoltre, rende particolarmente evidente il collegamento con la città, nonostante sia stato costruito postumo: esso è in asse con il reticolo urbano, in particolare l'asse maggiore è parallelo ai cardini, mentre l'asse minore è parallelo ai decumani. Questo orientamento parallelo a quello della città si spiega principalmente con la necessità di collegare le fognature dell'anfiteatro con il sistema cittadino.
Da notare, inoltre, che la posizione esterna alla cinta muraria consentiva un afflusso facilitato da parte dell'agro e da altre città. Gli spettacoli si tenevano a distanze abbastanza lunghe gli uni dagli altri, dato il loro alto costo, per cui era normale che arrivassero anche abitanti di altre città ad assistervi.

## Iscrizioni
Nelle vicinanze dell'anfiteatro sono state trovate alcune iscrizioni che non possono che appartenere ad esso, date le grandi dimensioni. Tra queste una indecifrabile riporta le lettere CON, mentre un'altra pare essere [...] ET DEDIT. Un'iscrizione rinvenuta completa è invece la seguente:
Vi è scritto che una ricca signora lasciò in eredità, in nome del figlio, una somma per innalzare una statua a Diana, per realizzare uno spettacolo di caccia nell'Arena (una venatio) e dei salientes, che potrebbero essere dei condotti per l'acqua o delle fontane, sempre comunque nell'anfiteatro.
È stato rinvenuto, inoltre, uno degli originari gradini dell'Arena, in cui è iscritto il numero di posto, cioè I / LOC(US) IIII, LIN(EA) I, ovvero cuneo primo, gradino quarto, posto primo.

## Descrizione

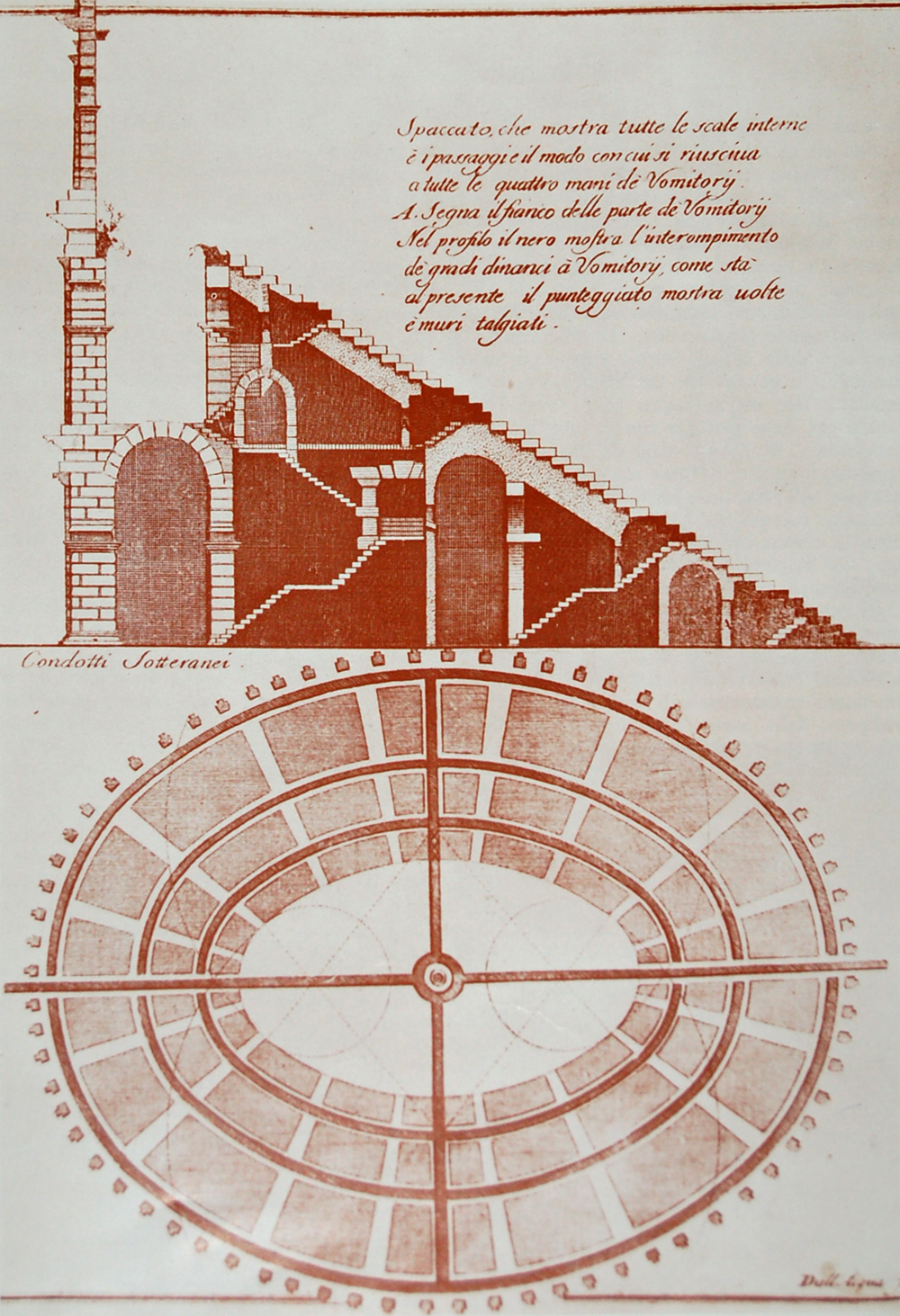
Spaccato dalla parte con l'Ala che mostra le scale ed i passaggi interni, e mappa completa dell'anfiteatro romano, con segnalate le fognature dette "cloache".

L'elemento base della pianta dell'anfiteatro è costituito dall'ellisse dell'arena (lo spazio centrale in cui si svolgevano gli spettacoli), che fu quasi sicuramente tracciata sul terreno all'inizio dei lavori: il perimetro esterno dell'anfiteatro si ottenne poi tracciando una linea concentrica a quella dell'arena. Questa ellisse base venne ottenuta con quattro cerchi, di cui i due minori (posti lungo l'asse maggiore) ottenuti suddividendo il semiasse maggiore in cinque parti di 25 piedi l'una, due delle quali altro non sono che il raggio preso all'estremità dello stesso asse maggiore. La curva maggiore invece ha un raggio di sette parti da 25 piedi, con il centro all'estremità del prolungamento esterno.
L'arena misura 75,68 m x 44,43 m, ovvero 250 x 150 piedi romani, dunque una cifra tonda, a conferma della semplicità del modulo base utilizzato, con un rapporto tra asse maggiore e asse minore di 5 a 3. La cavea è invece larga 39,40 m, ovvero 125 piedi, mentre le dimensioni massime dell'anfiteatro (asse maggiore x asse minore) sono di 152,43 m x 123,23 m, ovvero 520 x 420 piedi romani. Queste dimensioni consentono all'Arena di inserirsi all'ottavo posto per dimensione fra gli anfiteatri romani e al quarto fra quelli situati in Italia, dopo il Colosseo, l'anfiteatro campano e quello di Milano.
L'anfiteatro sorgeva su una lieve prominenza artificiale (mentre oggi si trova sotto il normale livello stradale), e le sue fondazioni erano costituite da una platea in opus caementicium. Tra l'anello più esterno e la base del podio vi è un dislivello di 1,60 m. Il drenaggio delle acque, molto importante per un'opera di tali dimensioni, era assicurato da tre cloache anulari poste sotto il pavimento di altrettante gallerie concentriche, che non erano altro che la struttura portante del primo piano. Altre due cloache erano poste lungo gli assi maggiore e minore della struttura, e portavano le acque di scarico fino all'Adige (tra l'altro, una di queste è stata esplorata per circa cento metri). Questo sistema di fogne era molto efficiente, anche per via delle grandi dimensioni: l'altezza si mantiene costantemente sui due metri. Esse furono costruite con tratti di muratura a ciottoli legati con malta e alternati a file orizzontali di tre mattoni, mentre grandi lastre di pietra fungono da copertura. Una tecnica simile era stata utilizzata per la messa in opera dell'impianto fognario cittadino.

### Struttura esterna

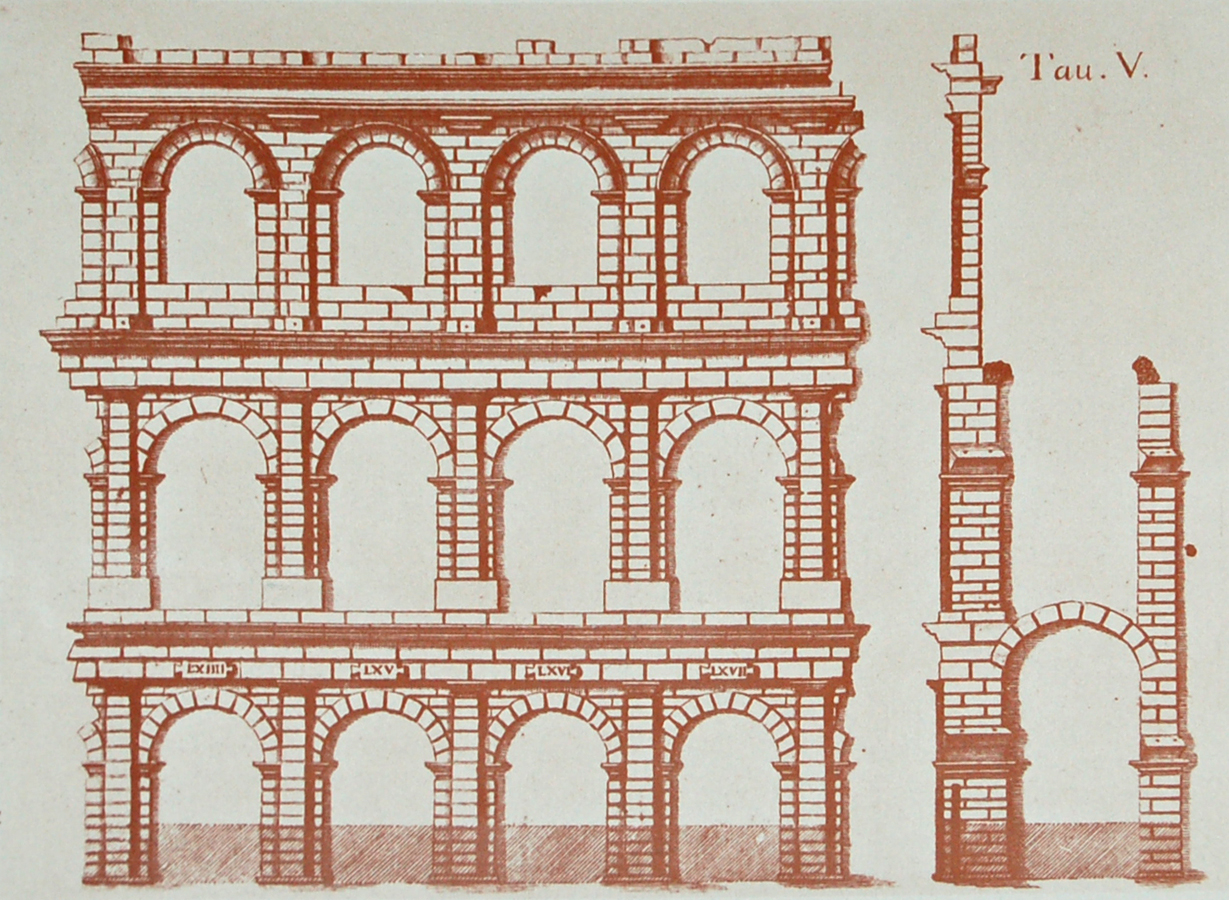
L'Ala dell'Arena: tutta la facciata monumentale originaria si presentava in questo modo.

L'aspetto del monumento è oggi piuttosto diverso rispetto a quello originale, in particolare per via della mancanza dell'anello esterno, che sarebbe stata la vera facciata monumentale, compito oggi svolto dalla fronte interna. L'unico tratto rimasto in piedi della cinta esterna è la cosiddetta Ala, composta da quattro archi. Questo anello non aveva una funzione importante, ma serviva da facciata monumentale all'opera: le sue arcate riflettevano esattamente gli ambienti vuoti sottostanti la cavea, mentre gli enormi pilastri riassumevano e ultimavano le linee di forza che provenivano dall'interno. La sovrapposizione di tre ordini di arcate rendeva esplicita all'esterno l'esistenza delle due gallerie e del porticato superiore, mentre gli architravi concludevano le volte delle gallerie interne. In questo modo i complessi volumi interni trovano all'esterno un'espressione estetica e spaziale.
I collegamenti tra facciata e la costruzione retrostante sono dati solo dalle fondazioni comuni e dalle volte a botte della terza galleria e di quella soprastante. La facciata è composta da tre ordini sovrapposti di arcate, realizzata interamente con blocchi ben squadrati di una pietra molto comune nella provincia di Verona, il calcare rosso ammonitico. Le arcate del primo ordine sono alte 7,10 m, quelle del secondo 6,30 m, mentre quelle del terzo 4,50 m: questa disposizione delle altezze accentua, se visto dal basso, l'impressione dello slancio verticale. I pilastri del primo ordine sono larghi 2,30 m e profondi 2,15 m (quindi quasi quadrati), e su di essi una lesena si conclude con un capitello di ordine tuscanico, al livello della cornice. Gli archi si appoggiano su due semicapitelli, e si concludono sul lato della lesena, poco sopra la sua metà. Al di sopra dei capitelli tuscanici si trova una fascia di blocchi che, sopra ogni arcata, portano il numero di ingresso (oggi sono presenti quelli dal LXIV al LXVII, anche se attorno all'anfiteatro sono disposti altri blocchi con la numerazione), quindi un secondo fascio di blocchi uguali al precedente, che sostengono la cornice superiore. Dato che le arcate, e quindi gli ingressi, erano 72, considerando la numerazione di quelli superstiti dell'Ala si può evincere che il numero I doveva essere quello dell'ingresso ovest, a conferma della maggiore importanza di quel settore. La numerazione degli ingressi procedeva in senso antiorario.
Il secondo ordine della facciata è praticamente uguale al primo, se si esclude la minore altezza. Nel terzo ordine vi è invece qualche piccola differenza: i capitelli sono sempre di ordine tuscanico, però sono assenti le lesene, mentre la cornice è costituita da una trabeazione conclusa da un fregio ed un'ulteriore cornice. All'interno si trovavano poi delle mensole utilizzate per sostenere le travi del portico, e certamente non per sostenere il velario, come hanno pensato alcuni studiosi (anche perché con il suo enorme peso le mensole avrebbero potuto sostenerlo solo se poste esternamente).
L'utilizzo dello stesso ordine in tutti gli ordini è tipico di altri anfiteatri, come quello di Nîmes o di Pola.

### Struttura interna

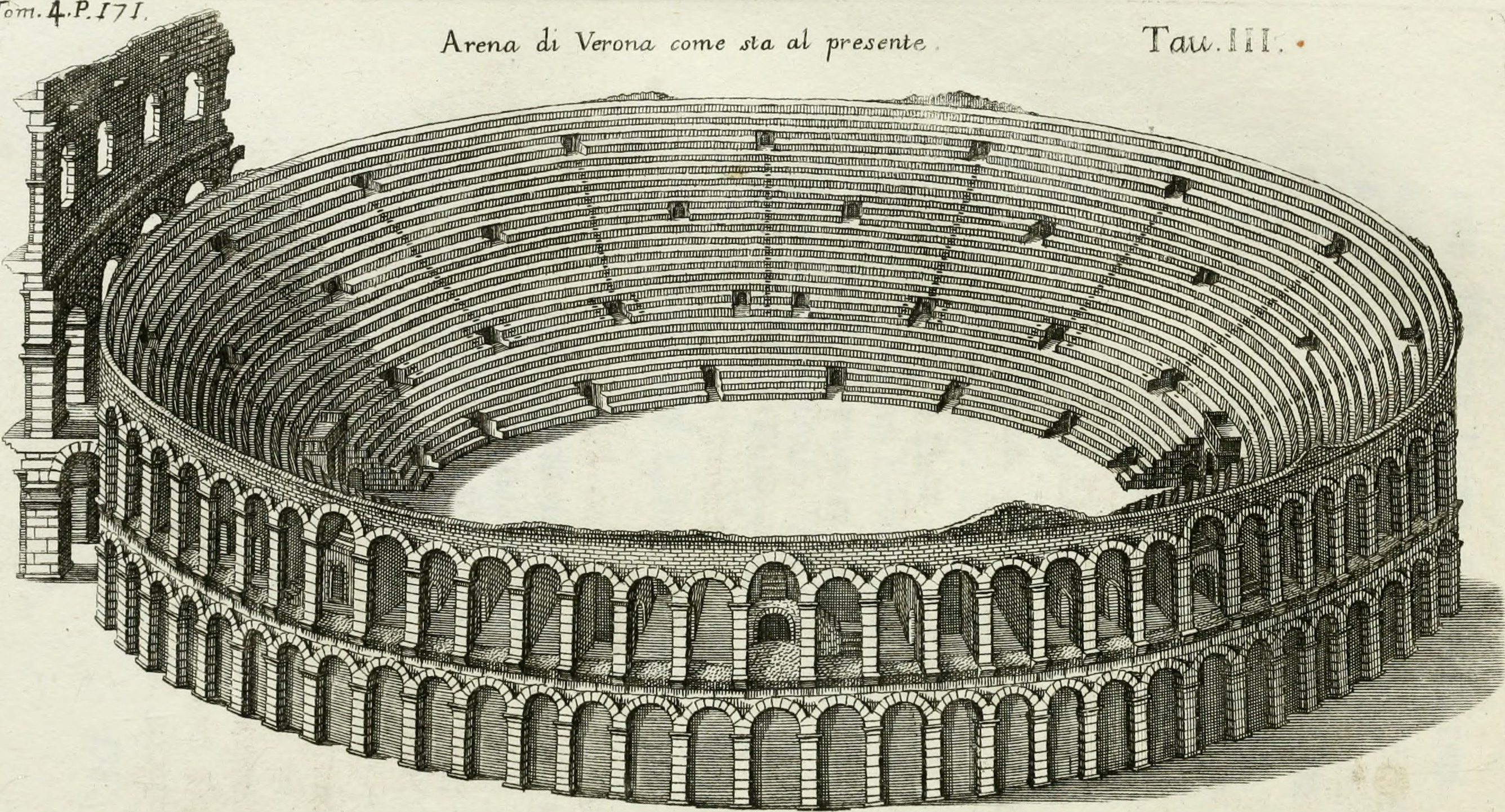
Rappresentazione a volo d'uccello nel trattato Verona illustrata di Scipione Maffei.

Partendo dall'interno dell'anfiteatro e muovendo lungo l'asse delle gallerie si trovano un massiccio in opus caementicium a 6,80 m dal margine esterno della cavea e quindi la prima galleria, larga 3 m ed alta 3,60 m, seguita dopo 11,18 m dalla seconda, larga 3,30 m ed alta 9,10 m, e quindi la terza galleria a 14,45 m dalla seconda, larga 4,30 m ed alta 8,15 m. Sopra la galleria più esterna ne sorgeva un'altra (delle stesse dimensioni), che, a sua volta, reggeva il portico della cavea.
Queste tre gallerie concentriche andavano a formare quattro settori. Partendo sempre dall'interno, tra l'arena e la prima galleria è presente il primo ordine di gradinate, il maenianum. Il primo corridoio anulare, detto praecinctio, poggiava sulla volta della prima galleria, e separava il secondo ordine di gradinate, tra prima e seconda galleria. Sopra la volta della seconda galleria vi era quindi il secondo corridoio anulare, che separava il secondo dal terzo ordine di gradinate. A questo punto le scale che portano ai 64 vomitoria hanno un andamento più complesso ed iniziano ad incrociarsi. Vi era quindi un terzo corridoio anulare che separava terzo e quarto ordine di gradinate. Dopo si alzava un portico, in corrispondenza della galleria più esterna, il cui tetto poggiava sul colonnato antistante la cavea da una parte, e su delle mensole (ancora visibili sull'Ala) dall'altra.

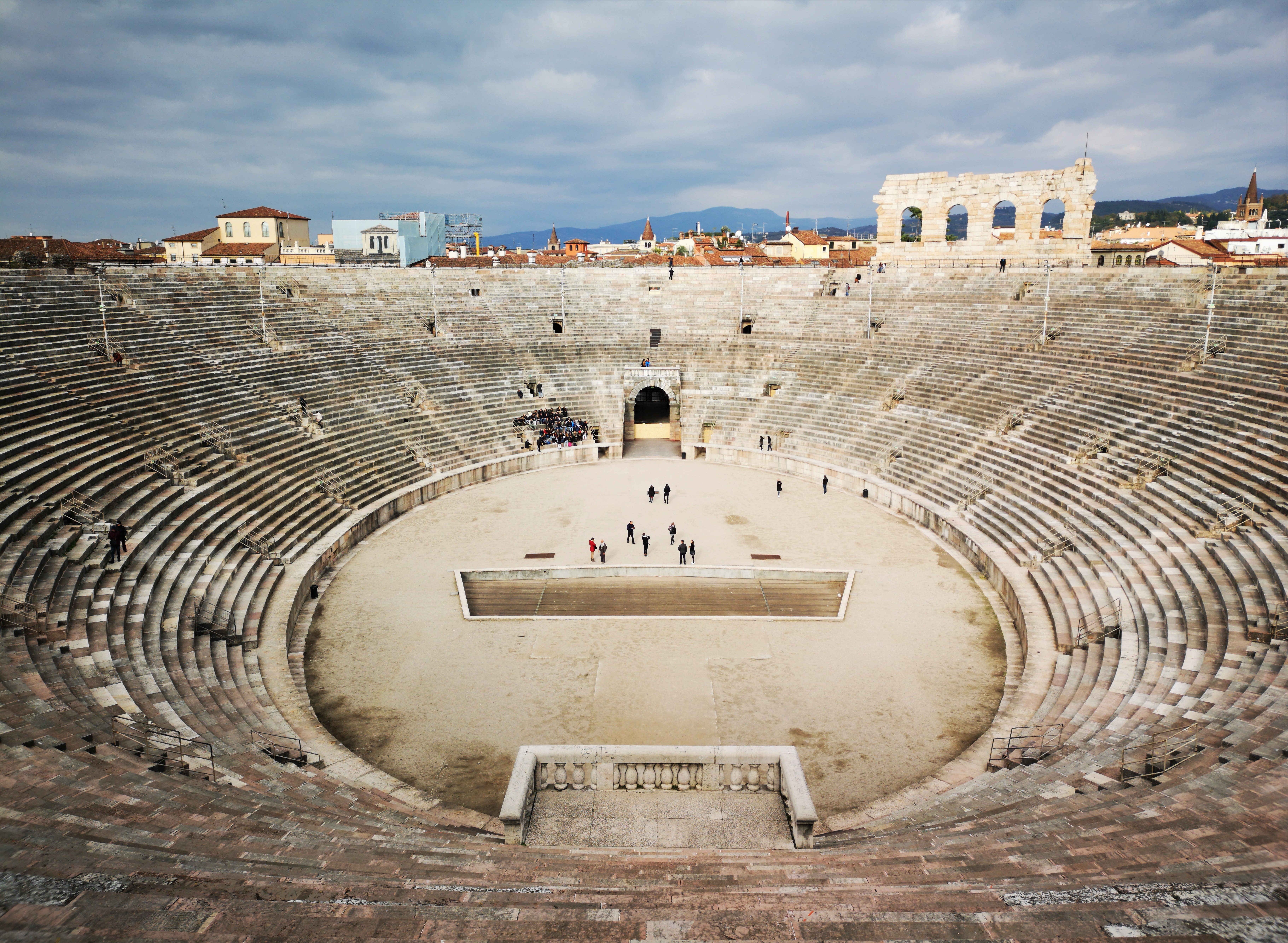
La cavea dell'Arena.

L'ingresso più monumentale dell'anfiteatro è posto ad ovest dell'edificio, quindi verso porta Borsari e la via Postumia: qui la volta centrale è alta il doppio delle altre e giunge fin sotto le gradinate della cavea. Il settore ovest doveva quindi essere il più importante, come sembra confermare anche la diversa disposizione delle scale d'accesso rispetto al settore est: nel primo settore (quello ovest) gli ambienti sono simmetrici, in questo modo i corridoi sono realizzati rettilinei e conducono dunque gli spettatori direttamente agli ordini inferiori delle gradinate, mentre nel settore est i corridoi sono piuttosto irregolari, e la maggior parte delle persone veniva incanalato verso gli ordini di gradinate superiori. Al contrario, nel settore ovest la maggior parte degli ospiti era incanalato verso gli ordini inferiori. Inoltre, dall'ingresso monumentale, entrava probabilmente la processione che inaugurava i giochi.

### Tecniche e materiali di costruzione

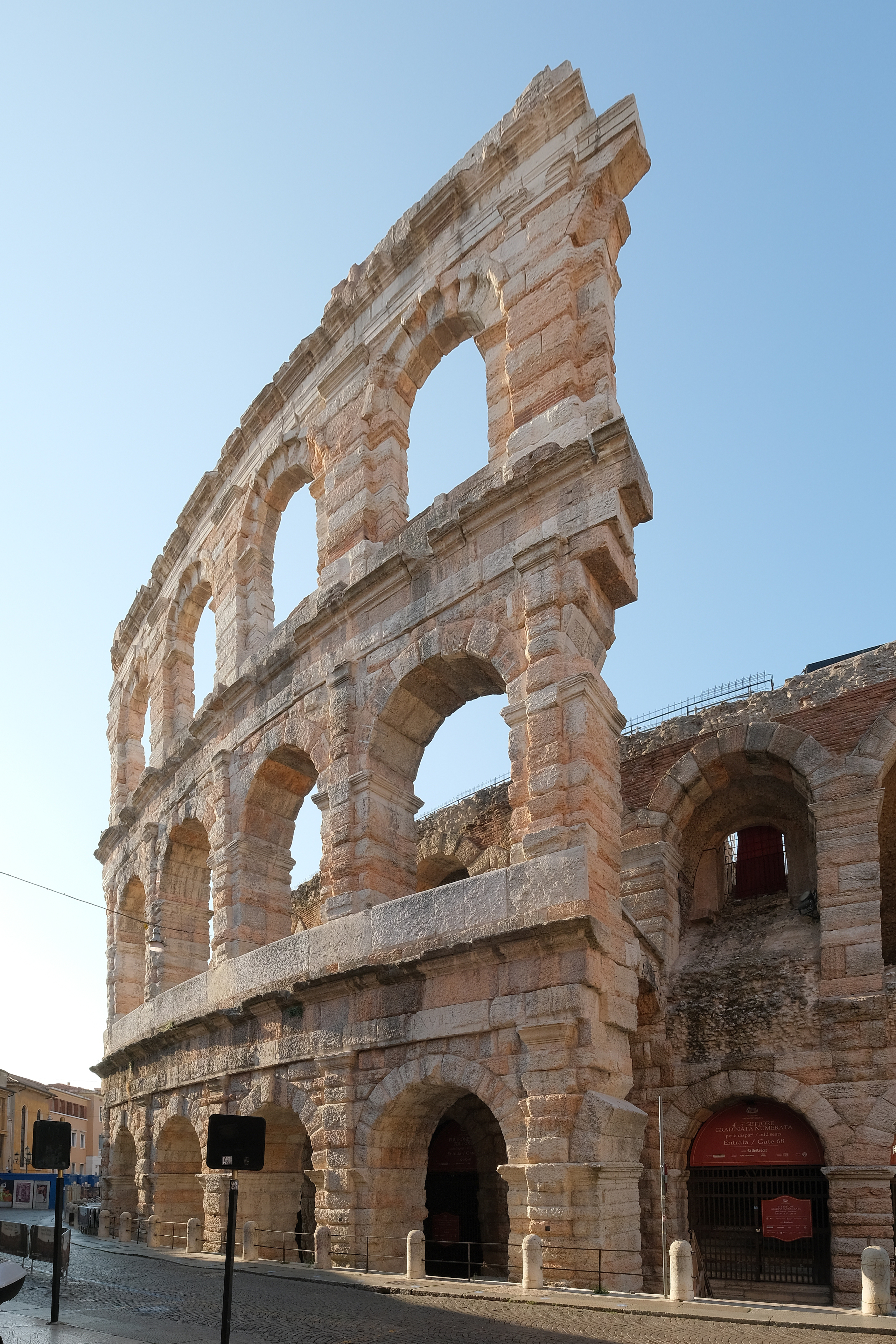
L'Ala dell'anfiteatro, realizzata in pietra da taglio proveniente dalla Valpolicella

La tecnica di realizzazione è standardizzata e replicata in tutto l'edificio, mentre i materiali utilizzati non presentano decorazioni se non l'ordine architettonico nel prospetto esterno, anche se non mancavano certamente le statue di cui alcune, rinvenute durante degli scavi, sono custodite presso il museo archeologico al teatro romano. I materiali utilizzati per la costruzione del monumento sono omogenei in tutto l'edificio, segno che grazie alla solidità della sua struttura l'Arena ha subito solo ristrutturazioni limitate. Le gradinate furono invece restaurate più volte, sia per via dell'usura continua a cui sono sottoposte sia per l'utilizzo dell'anfiteatro come cava di materiali per lungo tempo durante il Medioevo; infine il grande restauro rinascimentale ha eliminato una parte della struttura originale delle gradinate della cavea, in particolare sono scomparsi i corridoi che separavano i vari settori rendendo difficile ricostruire l'esatta posizione delle 64 scalette d'accesso, comunque ancora tutte presenti.
La facciata esterna ed i pilastri sono stati realizzati con pietra da taglio, nel particolare Rosso ammonitico reperibile in Valpolicella, una pietra calcarea molto diffusa nel veronese e che venne messa in opera sia nella variante rosata che in quella bianca, creando una diffusa bicromia. I blocchi di marmo venivano lavorati in modo che potessero essere posti l'uno sull'altro senza l'uso di malta mentre le facce a vista non erano riﬁnite, ottenendo un effetto di bugnato e riducendo i tempi di lavorazione.
Le murature interne sono state realizzate a sacco, con paramento di opera mista di mattoni e ciottoli: in pratica ricorsi alternati di ciottoli abbastanza grossi e tre file di mattoni, questi ultimi pedali o sesquipedali (cioè di un piede o un piede e mezzo) di colore rosso scuro e spessi circa 8 cm, mentre i giunti di malta sono spessi circa 1 o 2 cm. Con questa tecnica sono realizzati soprattutto gli ambienti vicini agli ingressi mentre altri muri, che costituiscono la maggior parte della struttura dell'anfiteatro, sono stati realizzati a getto di materiale cementizio dentro casseforme di legno. Anche le volte sono in opus caementicium di malta e ciottoli, gettati su casseforme di legno la cui impronta delle tavole sono ancora visibili.
Le cloache furono costruite ad opera mista, con tratti di muratura a ciottoli legati con malta alternati a file orizzontali di tre mattoni. Collegato alle cloache, al centro dell'arena vi è un ambiente sotterraneo, largo 8,77 m e lungo 36,16 m, il cui uso rimane sconosciuto.

### Capienza

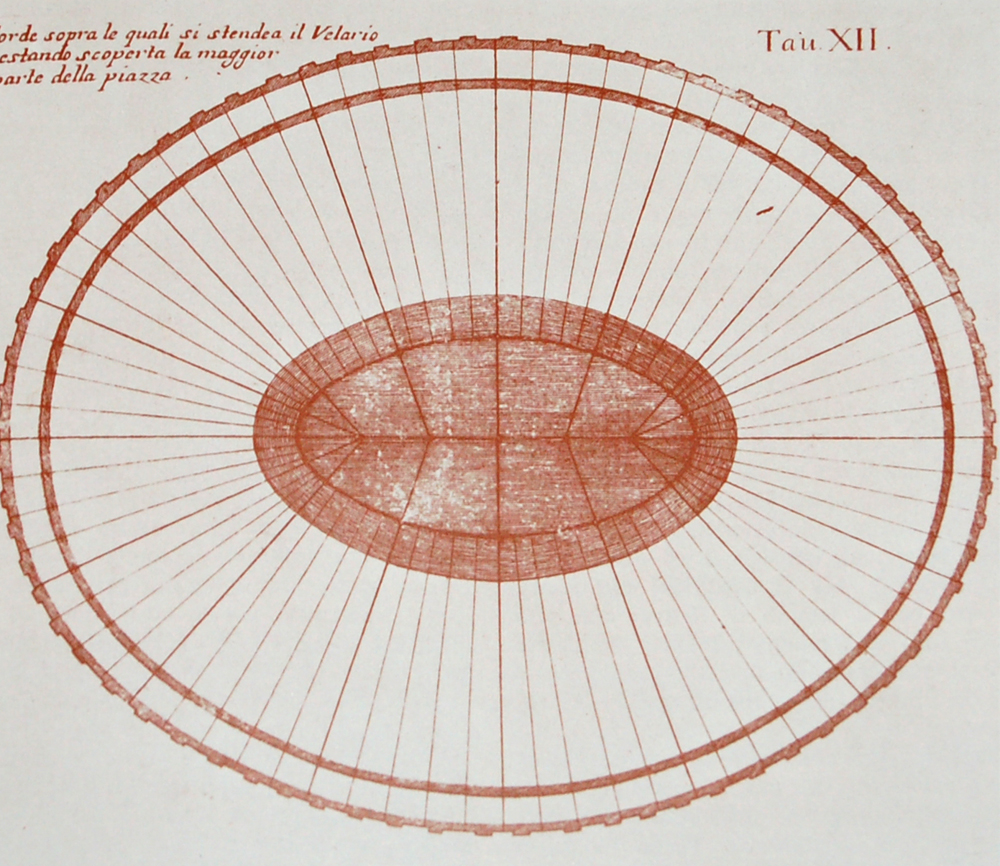
Rappresentazione zenitale di come poteva strutturarsi il velarium dell'anfiteatro veronese.

Agli inizi del I secolo Verona era una grande città, paragonabile per dimensioni a Mediolanum, situata in una posizione strategica, allo sbocco in pianura della via Claudia Augusta, che seguendo l'Adige portava al Passo del Brennero e quindi alla Raetia. Queste furono le premesse che portarono al dimensionamento e alla costruzione dell'anfiteatro, che dovette tener conto della popolazione della città, piuttosto elevata, del contado, ma probabilmente anche dei centri vicini: Vicetia e Brixia, infatti, pare fossero prive di anfiteatro. Si tenne conto certamente anche dello sviluppo demografico futuro, in quanto la costruzione di una tale opera era molto dispendiosa e si doveva evitare di dover costruire un secondo edificio (come successe per esempio a Pozzuoli) o di dover ampliare quello già esistente (come a Pola) per errori di calcolo.
La capienza è stata calcolata recentemente per gli spettacoli estivi dell'Arena in 22.000 persone, però bisogna tenere conto che il palcoscenico occupa circa un terzo dei posti e che non è più presente il portico nella parte più alta della cavea, per cui si può parlare molto realisticamente di una capienza, in età romana, di circa 30.000 posti.

## Leggende
Nel corso del tempo ci sono state varie leggende circa l'origine dell'Arena: per un certo periodo nel Medioevo si raccontò che un gentiluomo veronese, accusato di un crimine cruento per il quale era stato condannato a morte, pur di avere salva la vita promise ai capi della città che avrebbe costruito in una sola notte un immenso edificio che potesse contenere tutti gli abitanti della città ed in cui si potessero svolgere spettacoli: per adempiere alla promessa promise l'anima al demonio, che si impegnò a compiere il lavoro nelle ore tra l'Ave Maria della sera e quella del mattino. La notte tutti i diavoli dell'Inferno si riunirono a Verona per compiere l'opera immensa, ma durante quella notte il gentiluomo si pentì della promessa che aveva fatto, per questo pregò la Madonna tutta la notte ottenendo una grazia: il sole sorse due ore prima; al mattino, alla prima nota dell'Ave Maria, i demoni ri-sprofondarono tutti sottoterra lasciando la costruzione, sebbene a buon punto, incompleta: da qui sarebbe l'origine dell'Ala.
Secondo altre leggende medievali sempre al demonio sarebbe attribuita la sua costruzione per via della enorme mole, per la quale pareva impossibile che esseri umani avessero potuto costruirla. In altre leggende sarebbe stata fatta costruire da Re Teodorico, probabilmente perché fece restaurare l'anfiteatro e vi fece tenere numerosi spettacoli.

## Filmografia
- Verona Romana - Oltre il tempo, regia di Marcello Peres e Nicola Tagliabue (2015)

### Esplicative
1. ↑  Si escludono gli anni della prima e della seconda guerra mondiale.
2. ↑  L'iscrizione può essere così tradotta: «Agli dei Mani di Glauco, modenese di origine. Combatté sette volte, morì l'ottava. Visse ventitré anni e cinque giorni. Aurelia dedicò questa tomba al caro marito, insieme ai suoi tifosi. Vi consiglio di prendere ciascuno il proprio oroscopo, e di non avere fiducia nella Nemesi: io me ne sono fidato, e ne sono stato ingannato nel modo che vedete. Addio, stai bene».
3. ↑  L'iconografia può essere così tradotta: «Dalla sommità del colle il Castello guarda davanti a sé, verso la città, fatto con arte degna di Dedalo, con gallerie buie, il nobile, distinto, memorabile, grande teatro [l'Arena], costruito a tuo decoro, sacra Verona. Grande Verona, addio, vivi nei secoli sempre e celebrino il tuo nome nel mondo tutte le genti».

### Bibliografiche
1. 1 2 3  Corbetta, p. 11.
2. 1 2  Coarelli e Franzoni, p. 32.
3. ↑  Coarelli e Franzoni, p. 34.
4. ↑  Cavalieri Manasse e Hudson, p. 75.
5. ↑  Coarelli e Franzoni, p. 68.
6. 1 2  Coarelli e Franzoni, p. 69.
7. 1 2  Coarelli e Franzoni, pp. 64–65.
8. ↑  Panegyris IX, 8.
9. ↑  Coarelli e Franzoni, p. 40.
10. ↑  CIL V, 3471
11. ↑  CIL V, 3459
12. 1 2 3 4  Corbetta, p. 17.
13. ↑  CIL V, 3465
14. ↑  CIL V, 3466
15. ↑  Coarelli e Franzoni, p. 59.
16. ↑  Coarelli e Franzoni, p. 60.
17. ↑  CIL V, 3408
18. ↑  Buchi e Cavalieri Manasse, pp. 34–35.
19. 1 2  Giovanni Diacono, Historia, XIV secolo.
20. 1 2  Fazio degli Uberti, Dittamondo, XIV secolo.
21. ↑  Cavalieri Manasse e Hudson, p. 77.
22. ↑  Coarelli e Franzoni, p. 70.
23. ↑  Ederle, p. 30.
24. ↑  Coarelli e Franzoni, p. 75.
25. ↑  Carrara, p. 116.
26. ↑  Statuti Veronesi, libro III, cap. 128.
27. ↑  Statuti Veronesi, libro IV, cap. 217.
28. ↑  Coarelli e Franzoni, p. 78.
29. 1 2  Coarelli e Franzoni, p. 79.
30. ↑  Statuti Veronesi, libro IV, cap. 57.
31. 1 2 3  Castiglioni e Cofani, p. 21.
32. ↑  Coarelli e Franzoni, p. 82.
33. ↑  Coarelli e Franzoni, pp. 84–85-86.
34. ↑  Coarelli e Franzoni, p. 103.
35. ↑  Castiglioni e Cofani, p. 22.
36. ↑  Coarelli e Franzoni, p. 105.
37. 1 2  Coarelli e Franzoni, p. 106.
38. 1 2  Coarelli e Franzoni, p. 108.
39. 1 2  Coarelli e Franzoni, pp. 88–90-93.
40. ↑  Coarelli e Franzoni, p. 110.
41. 1 2  Coarelli e Franzoni, p. 111.
42. ↑  Coarelli e Franzoni, p. 114.
43. 1 2  Coarelli e Franzoni, p. 116.
44. ↑  Lenotti, p. 46.
45. ↑  Notiziario della Banca Popolare di Verona, Verona, 1990, numero 3.
46. ↑  Lenotti, p. 26.
47. ↑  Lenotti, pp. 47–48.
48. ↑  Coarelli e Franzoni, p. 119.
49. ↑  Coarelli e Franzoni, p. 133.
50. ↑   La storia della Stella Cometa di piazza Bra, in L'Arena, 23 gennaio 2023. URL consultato il 16 dicembre 2024.
51. ↑   Arena rovinata dalla caduta della Stella Cometa. «Danno irreversibile», in VeronaSera, 24 gennaio 2023. URL consultato il 16 dicembre 2024.
52. ↑   Stella torna in Arena Verona dopo il crollo, ma sarà incompleta, in ANSA, 4 settembre 2024. URL consultato il 16 dicembre 2024.
53. 1 2  Coarelli e Franzoni, p. 121.
54. ↑  Coarelli e Franzoni, p. 125.
55. ↑  Coarelli e Franzoni, p. 129.
56. ↑  Coarelli e Franzoni, p. 130.
57. ↑   RTL 102.5 Power Hits Estate, su visitverona.it, 31 agosto 2021. URL consultato il 31 agosto 2021.
58. ↑   Andrea Basso, Zucchero: il trionfo all’Arena di Verona e le date estive nei festival italiani, in Radio Italia, 12 maggio 2022. URL consultato il 13 maggio 2022.
59. ↑   Edizione 1970, su giochisenzafrontiere.net. URL consultato il 23 settembre 2019 (archiviato il 9 luglio 2020).
60. ↑   Carlo Lisi, Che notte quella notte nell'Arena con la sfida stellare Usa-Urss, su ivolleymagazine.it, 13 aprile 2020. URL consultato il 18 maggio 2020 (archiviato il 9 luglio 2020).
61. ↑   La partita inaugurale di EuroVolley 2023 femminile all'Arena di Verona, su federvolley.it. URL consultato il 27 luglio 2023.
62. ↑   Cofcommerciomilano cerimonie olimpiadi 2026, su confcommerciomilano.it.
63. ↑  Coarelli e Franzoni, p. 15.
64. ↑  Coarelli e Franzoni, pp. 15–16.
65. ↑  Coarelli e Franzoni, p. 16.
66. ↑  CIL V, 3454
67. ↑  CIL V, 3453
68. ↑  CIL V, 3222
69. ↑  CIL V, 3456
70. 1 2 3  Coarelli e Franzoni, p. 23.
71. 1 2 3  Corbetta, p. 13.
72. 1 2  Coarelli e Franzoni, p. 26.
73. 1 2 3  Coarelli e Franzoni, p. 29.
74. 1 2  Coarelli e Franzoni, p. 24.
75. 1 2  Buchi e Cavalieri Manasse, p. 34.
76. ↑  Coarelli e Franzoni, p. 31.
77. 1 2  Coarelli e Franzoni, pp. 31–32.
78. ↑  Corbetta, pp. 12–13.
79. ↑  Notiziario della Banca Popolare di Verona, Verona, 1992, numero 1.
80. ↑  AA. VV., Guida all'Italia leggendaria misteriosa insolita fantastica, Oscar Mondadori, Milano 1971.
81. ↑  Carrara, p. 113.

### Fonti utilizzate
- Ezio Buchi e Giuliana Cavalieri Manasse, Il Veneto nell'età romana: Note di urbanistica e di archeologia del territorio, II, Verona, Banca Popolare di Verona, 1987, ISBN non esistente, SBN FER0058621.
- Mario Carrara, Gli Scaligeri, Milano, Dall'Oglio, 1966, ISBN non esistente, SBN SBL0546240.
- Giovanni Castiglioni e Marco Cofani, L’Anfiteatro Arena: una questione da architetti, in ArchitettiVerona, vol. 02, n. 109, Verona, Ordine degli Architetti Pianificatori Paesaggisti e Conservatori della provincia di Verona, aprile/giugno 2017,  pp. 20–25.
- Giuliana Cavalieri Manasse e Peter John Hudson, Nuovi dati sulle fortiﬁcazioni di Verona (III-XI secolo) (PDF), in Le fortiﬁcazioni del Garda e i sistemi di difesa dell’Italia settentrionale tra tardo antico e alto medioevo, Mantova, S.A.P., 1999,  pp. 71–91. URL consultato il 3 ottobre 2019 (archiviato dall'url originale il 30 giugno 2020).
- Filippo Coarelli e Lanfranco Franzoni, Arena di Verona: venti secoli di storia, Verona, Ente autonomo Arena di Verona, 1972, ISBN non esistente, SBN LO10508843.
- Silvia Corbetta (a cura di), 1913-2013: Arena di Verona, Verona, Cariverona, 2013, ISBN non esistente, SBN PBE0062496.
- Guglielmo Ederle, Dizionario cronologico bio-bibliografico dei vescovi di Verona: cenni sulla chiesa veronese, Verona, Edizioni di Vita veronese, 1965, ISBN non esistente, SBN SBL0418009.
- Tullio Lenotti, La Bra, Verona, Edizioni di Vita Veronese, 1954, ISBN non esistente, SBN PUV0441810.
- Lionello Puppi, Ritratto di Verona: Lineamenti di una storia urbanistica, Verona, Banca Popolare di Verona, 1978, ISBN non esistente, SBN LO1E025596.

### Altri testi
- Pietro Buodo, Intorno all'anfiteatro di Verona: memoria e storico nota critica riguardante sua origine, Verona, Frizierio, 1857, ISBN non esistente, SBN LO10815657.
- Saverio Dalla Rosa, Della origine dell'Anfiteatro di Verona, Verona, Tipografia Bisesti, 1821, ISBN non esistente, SBN LO1E016041.
- Bartolomeo Giuliari, Topografia dell'anfiteatro di Verona, Verona, tipografia Giuliari, 1822, ISBN non esistente, SBN UBOE097313.
- Tullio Lenotti, L'Arena di Verona, Verona, Edizioni di Vita Veronese, 1954, ISBN non esistente, SBN VEA1188443.
- Scipione Maffei, Descrizione dell'anfiteatro di Verona tratta dalla Verona illustrata di Scipione Maffei con l'aggiunta delle cose più osservabili della stessa città, Verona, Tipografia di G. Sanvido, 1841, ISBN non esistente, SBN UBO1314580.
- Manuel Marini, Il sistema Arena di Verona: gestione valorizzazione turismo, Verona, QuiEdit, 2013, ISBN 978-88-6464-234-5.
- Franco Spalviero e Diego Arich, L'Arena di Verona: duemila anni di storia e di spettacolo, Verona, Accademia di Belle arti G.B. Cignaroli, 2002, ISBN non esistente, SBN VIA0097522.